# 上越線
上越線（じょうえつせん）は、群馬県高崎市の高崎駅から新潟県長岡市の宮内駅までを結ぶ、東日本旅客鉄道（JR東日本）の鉄道路線（幹線）である。
このほか、越後湯沢駅 - ガーラ湯沢駅間の支線をもつ。この支線は上越新幹線の保線基地への引き込み線を利用した営業線で、同新幹線から列車が直通するが、法規上は新幹線ではなく在来線の扱いであり、線路名称上も実施計画上も上越線の支線である。

## 概要
高崎線の終着駅高崎駅より利根川沿いに群馬県内を北上し、三国山脈を越えて新潟県に入り、中越地方の魚野川・信濃川沿いに六日町盆地などを経て長岡市に至る鉄道路線。終点の宮内駅では信越本線に接続し、列車は長岡駅・新潟駅方面に乗り入れている。後閑駅 - 越後湯沢駅間を除き国道17号とほぼ並走する。
路線名の由来は、上野国（現在の群馬県）と越後国（現在の新潟県本土）を結ぶことに由来する。なお、新潟県には上越市やそれを含む上越地方があるが、上越の呼称の由来は異なり（詳しくは「上越」を参照）、上越線は上越市はおろか上越地方すら通らない。新潟県の上越線沿線地域は全域が中越地方に属する。
当線が開通する以前、関東と新潟県を結ぶ鉄道ルートは「高崎線・信越本線ルート」と「東北本線・磐越西線ルート」の二つがあった。しかし、いずれも関東と新潟を直線的に結ぶルートではないうえ、信越本線には碓氷峠の急峻な勾配があり時間的ロスを生じていた。こうした中、上越国境の茂倉岳直下を清水トンネルで越える短絡経路として、上越線が建設された。このうち、水上駅 - 石打駅間は最急勾配20 ‰で建設され、当初から電化された区間である。
1931年の開業当初、それまで上野駅 - 新潟駅間は信越本線経由の急行列車で11時間6分を要していたのが、新設された上越線経由の急行列車は7時間10分で結び、一挙に4時間の所要時間短縮が図られた。上越新幹線の開業後は首都圏と新潟との都市間輸送の役割を新幹線に譲り、全線を直通する旅客列車はなくなったが、首都圏と新潟・北陸・庄内・秋田方面とを結ぶ貨物列車が通る幹線という側面を持っており、今もなおその重責を担う。また、首都圏と青森・北海道方面とを結ぶルートとしても、奥羽本線の一部と田沢湖線がミニ新幹線化（標準軌化）され、東北本線盛岡駅以北がいわて銀河鉄道線・青い森鉄道線に転換されてからは高崎線・上越線・信越本線・羽越本線・奥羽本線ルートがJRのみを経由する唯一の幹線ルートであり、東北本線不通時の長距離列車・貨物列車の唯一の迂回路としての機能も担っている。
高崎駅 - 水上駅間が旅客営業規則の定める大都市近郊区間の「東京近郊区間」に、小千谷駅 - 宮内駅間が「新潟近郊区間」に含まれる。当線の東京近郊区間はIC乗車カード「Suica」の首都圏エリアとなっており、同様に新潟近郊区間の内、小千谷駅と宮内駅がSuicaの新潟エリアとなっている（小千谷駅は一部サービス対応駅。途中の越後滝谷駅についてはエリア外）。このほか、支線の越後湯沢駅 - ガーラ湯沢駅間は「タッチでGo!新幹線」のサービスエリアに含まれ、利用開始登録済のICカードで乗車可能である。
ラインカラーは高崎支社管内、新潟支社管内ともに水色。ただし2002年ごろまで新潟支社管内ではオレンジ色をラインカラーとして用いていた。
キロポストは高崎線からの数字を受け継いでおり、大宮駅からの距離の表示となっている。ちなみに大宮駅の高崎線ホーム上の案内（一部除く）は、「高崎線・上越線」と表記されている（他の高崎線単独駅に「上越線」の案内はない。かつては運転系統上の高崎線や上越線を経由する特急・急行の始発駅である上野駅でも見られたが、上野東京ライン開通時にほとんど消されている）。

## 歴史

### 計画
明治維新の後、富国強兵や殖産興業のために、当時主流だった海運と並ぶ陸上での大量輸送機関である鉄道の整備が求められ、1869年（明治2年）11月に鉄道建設が廟議決定されると、各地で鉄道に関する議論や運動が盛んになった。1872年（明治5年）10月に日本の鉄道が開業すると、華族組合による鉄道の経営を考えていた蜂須賀茂韶が工部卿に送った書簡の中で、「東京ヨリ奥州青森ニ至リ或ハ東京ヨリ越後新潟ニ至ル等ノ地ニ鉄路蒸気汽車ヲ設ケ…」として、東京から開港地である新潟へ鉄道を敷く計画を示す。1874年（明治7年）には中山道幹線建設のためにルート調査に当たっていたリチャード・ヴィカルス・ボイル（Richard Vicars Boyles）の部下の建築師ウィリアム・ゴールウェー（William Galway）と助手のクロード・ウィリアム・キンダー（Claude William Kinder）によって三国峠の偵察が行われる。1881年（明治14年）に日本鉄道が設立されると、これに接続する鉄道の事業計画が新潟県刈羽郡横沢村の山口権三郎によって作られた（後の北越鉄道）。
1884年（明治17年）5月に日本鉄道が高崎まで開通すると、1887年（明治20年）5月に新潟県南魚沼郡下一日市村の岡村貢が「上越鉄道創設趣意書」を作成し、それを元に前橋の高橋周楨、東京の岡村良朗らと上越直線鉄道会社設立事務所を開設し、敷設運動を開始（1888年1月に上越鉄道会社と改称）。各地で鉄道大会を開き、同士を募って気運を高めた。鉄道技師の佐分利一嗣によってルートが検討され、実地調査が行われた。1889年（明治22年）3月には第一次私鉄ブームの企業勃興の流れに乗って組織が上越鉄道株式会社と改められ、前橋に本社が、東京と新発田に事務所が置かれた。1890年（明治23年）には鍬形豊三郎らが発起人となって前橋 - 沼田 - 長岡 - 新発田をつなぐ鉄道敷設の免許申請が政府に提出されたが、「願意の趣聞き届け難く候」と一方的に却下されてしまう（鉄道局長の井上勝が私鉄に批判的だったことに加えて明治23年恐慌が発生していたことも背景にある）。そこで岡村らは再度測量を行い、隧道延長や勾配などを改良した計画図面と目論見書を作成し、群馬・新潟両県で2万筆の署名を集め、両県知事の申し添えを得て「上越鉄道会社創設再願書」を作成し1891年（明治24年）8月に再申請、両県知事も上京して陳情を行ったが再び許可は下りなかった。シベリア鉄道建設開始の報を受けて国防上の観点も加えて計画の見直しが図られ、同年11月に「上越鉄道敷設建白書」が提出された。
1892年（明治25年）6月21日に鉄道敷設法が公布されると、第一期予定線として「新潟県下直江津又ハ群馬県下前橋若ハ長野県下豊野ヨリ新潟県下新潟及新発田ニ至ル鉄道」が示され、これが法律によって上越線が認められた起源となる。1893年（明治26年）2月の鉄道会議で、上越線（前橋 - 新潟）、直江津延長線（直江津 - 新潟）、豊野線（豊野 - 新潟）の方針について議論が行われた。ここでは23名の出席者のうち、直江津延長線に賛成の者15名、豊野線に賛成の者8名となり、直江津案に決まった。1894年（明治27年）3月の第3回衆議院議員総選挙に新潟7区から立憲改進党として立候補して当選した岡村は、高津仲次郎や湯浅治郎らと糾合して「予定鉄道線路中私設鉄道会社ニ敷設許可ニ関スル法律」の修正案を提出し、国政の場で上越線の重要性を訴えたが、産業発達の誘導や、貨物運輸に便が多いことが認められつつも、技術的に困難であることや、降雪地帯であること、建設費の高さなどが取り沙汰された結果、8票差で否決された。一方で、帝国陸軍の川上操六（鉄道会議議長）は衛戍地である新発田を通る上越線に着目、同計画を進める意見を主張し、岡村や湯浅らも賛成したが、採決の結果、否決された。同年6月に「鉄道比較線路決定ニ関スル法律」（明治27年法律第7号）が公布され、予定線は直江津線（現在の信越本線）となり、上越線は計画から除外された。前橋市では、江田村の小野里久五郎が敷設運動を進めていたほか、1894年（明治27年）からは当時の木村二郎市長や、江原芳平、平田健太郎らが誘致運動を展開した。
官製による敷設が見込めないという結論に至った岡本らは、民間で鉄道を敷設すべく、1894年（明治27年）に毛越鉄道株式会社を発起、1895年（明治28年）6月に上越鉄道会社に改名し、前橋 - 長岡の鉄道敷設免許を申請するが認められなかった。資金を調達するため、会社を株式会社（上越鉄道株式会社創立事務所）に改め、ルート上最も困難と目されていた県境部分のより詳細な測量を行い、報告書を作成した。こういった運動や陳情が実を結び、1896年（明治29年）7月についに敷設の仮免許が下付された。しかし、日清戦争の勝利によって物価が急騰し、500万円を予定していた資本金が3倍の1,500万円を要する事態となった。毛越鉄道では当初、前橋 - 沼田 - 谷川 - 湯沢 - 六日町 - 小千谷 - 長岡を経て新津 - 新発田という計画だったが、その後、長岡以北は計画の重複する北越鉄道に譲っており、経済界ではこれを有利な路線ではないと見て、融資に消極的な姿勢が広がり、資金の調達は難航した。1900年（明治33年）4月、待望の本免許が下付されるものの、経営方針を巡って会社内部で対立が起き、1901年（明治34年）4月には会社が解散し、免許も返納の憂き目を見る。
上越鉄道株式会社の解散総会に出席した土樽村村長の南雲喜之七は、個人の連帯による敷設運動の難しさを目の当たりにし、大きな力を動かすことの必要性を実感していた（南雲は岡村と協力し、運動の初期から参加していた）。1900年に結党された立憲政友会は逓信大臣の原敬を筆頭に交通政策を主要な路線として掲げて党勢の拡大を図っており、南雲は村長の任期を勤め上げた後で政友会に入会すると、1906年の鉄道国有法を経て、1907年（明治40年）に上京し、地方経済の発展のためにも上越線の敷設が急務であることを各所に訴えた。当時、衆議院の請願委員長で南雲と同郷の竹越與三郎（新潟県の郡部から選出）の口添えもあって、1909年（明治42年）3月23日には政友会の日向輝武他1名を代表人として「上越鐵道敷設に關する建議案」が帝国議会に提出された。1910年（明治43年）3月19日には同じく政友会の根岸峮太郎他3名により同名の建議案が提出されている。どちらの建議案においても、日露戦争を踏まえて軍事上においての上越線の必要性を訴える内容が大きくなっている。1913年（大正2年）の帝国議会における加藤勝彌による建議の提出や、1916年（大正5年）にも須藤嘉吉らによる建議の提出、他にも地元住民からの陳情や請願書が採択され、期成同盟会による要望が盛んに行われるものの、いずれも具体化には至らなかった。一方、第一次世界大戦やロシア革命によって大陸からの圧力が高まる中で国内では戦争特需が起きて経済が活発になるものの、アプト式の碓氷峠を経由する必要のある信越本線では輸送力の向上に限界があり、同じく日本海側と太平洋側を結んでいた岩越線で1917年（大正6年）3月に松野トンネル崩落事故が起きると、貨客の流動はますますひっ迫した。これらの事態を受けて政府は測量隊を上越国境に派遣し、建設計画の本格的な検討を始めた。やがて1918年（大正7年）2月に上越線「群馬県下高崎ヨリ新潟県下長岡ニ至ル鉄道」を含む改正鉄道敷設法が可決され（大正7年法律第12号）、ここに岡村らの訴えの始まりより30余年を経て上越線の建設が決定した。また、法改正を受けて直ちに直轄事業で工事が着工された。

### 建設および開業
1920年（大正9年）には新潟県側の上越北線（じょうえつほくせん）の第一期工事として宮内駅（長岡駅） - 東小千谷駅（現・小千谷駅）間、1921年（大正10年）には群馬県側の上越南線（じょうえつなんせん）新前橋駅 - 渋川駅間が開業した。両線は順次延長され、1925年（大正14年）には北線が越後湯沢駅まで、1928年（昭和3年）に南線が水上駅まで開業している。
このほか、高崎駅 - 新前橋駅間は1884年（明治17年）に日本鉄道が高崎駅 - 前橋駅間を開業させた際に建設したもので、国有化後は両毛線の所属となっていたが、上越線全通後に上越線にも属する重複区間となり、1957年（昭和32年）に上越線単独の区間とされた。
なお上越線の開業以前より、1893年（明治26年）には高崎 - 渋川間に群馬馬車鉄道が、1911年（明治44年）には渋川 - 沼田間に利根軌道、新来迎寺 - 小千谷間に魚沼鉄道がそれぞれ開業しており、明治後期には上越線に並行する形で東京の池袋と長岡の間に私鉄東上鉄道の建設も計画されたが、埼玉県の寄居と高崎の間が八高北線として国の直轄事業に取り上げられたため、上越線並行区間も含めて寄居以北建設を断念している。群馬馬車鉄道は路面電車化されて最終的に東武鉄道の高崎線となった後1953年（昭和28年）廃止、利根軌道は路面電車化され東京電燈の所有路線となった後に上越線の開業により1924年（大正13年）休止・1925年（大正14年）廃止、魚沼鉄道は国有化されて魚沼線になったものの、1981年（昭和56年）に特定地方交通線に指定され、1984年（昭和59年）に廃線となっている。
三国山脈が立ちはだかる県境の水上駅 - 越後湯沢駅間は、全長9,702 mの清水トンネルをはじめとしてその前後に2つのループトンネルを有する山岳路線であり、同区間が開通し上越線が全通するのは1931年（昭和6年）のことである。この区間は長大トンネルを有するので、運転の保安上から水上駅 - 石打駅間が開業当初より直流電化され、電気機関車の牽引により運転された。太平洋戦争後の1947年（昭和22年）には、高崎駅 - 長岡駅間の電化が完成している。
1960年代は、東京と日本海側を結ぶ主要幹線として複線化による輸送力増強が進められ、1967年（昭和42年）に湯檜曽駅 - 土樽駅間に新清水トンネルが開通し、全線の複線化が完了した。1982年（昭和57年）の上越新幹線開業を境に、上越線は東京 - 新潟間の都市間広域輸送の役目を新幹線に譲り、地域輸送と貨物輸送が主力となっている。

### 年表

#### 高崎駅 - 新前橋駅間（両毛線）
- 1884年（明治17年）8月20日：日本鉄道 高崎駅 - 前橋駅間が延伸開業。
- 1906年（明治39年）11月1日：日本鉄道が国有化。
- 1909年（明治42年）10月12日：線路名称設定により、小山駅 - 高崎駅間が両毛線となる。
- 1912年（明治45年）4月6日 ：高崎駅 - 前橋駅間に日高信号所が開設。

#### 新前橋駅 - 水上駅間（上越南線）
- 1921年（大正10年）7月1日：上越南線 新前橋駅 - 渋川駅間が開業[13][14][15]。新前橋駅・群馬総社駅・八木原駅・渋川駅が開業[16][14]。高崎駅 - 新前橋駅間に上越南線用の線路を単線並列で敷設[15]。両毛線日高信号所廃止。
- 1924年（大正13年）3月31日：渋川駅 - 沼田駅間が延伸開業。敷島駅・岩本駅・沼田駅が開業。
- 1926年（大正15年）11月20日：沼田駅 - 後閑駅間が延伸開業。後閑駅が開業。
- 1928年（昭和3年）10月30日：後閑駅 - 水上駅間が延伸開業。上牧駅・水上駅が開業[17][18]。

#### 宮内駅 - 越後湯沢駅間（上越北線）
- 1920年（大正9年）11月1日：上越北線 宮内駅 - 東小千谷駅間が開業。六日市駅（現在の越後滝谷駅）・東小千谷（現在の小千谷駅）が開業。
- 1921年（大正10年）8月5日：東小千谷駅 - 越後川口駅間が延伸開業。越後川口駅が開業。
- 1922年（大正11年）8月1日：越後川口駅 - 越後堀之内駅間が延伸開業。越後堀之内駅が開業。
- 1923年（大正12年）
  - 9月1日：越後堀之内駅 - 浦佐駅間が延伸開業。小出駅・浦佐駅が開業。
  - 11月18日：浦佐駅 - 塩沢駅間が延伸開業。五日町駅・六日町駅・塩沢駅が開業。
- 1925年（大正14年）
  - 10月1日：六日市駅が越後滝谷駅に改称。
  - 11月1日：塩沢駅 - 越後湯沢駅間が延伸開業。石打駅・越後湯沢駅が開業。

#### 全通以後
- 1931年（昭和6年）9月1日：水上駅 - 越後湯沢駅間延伸開業（清水トンネル開通）し全通[19]。上越南線が上越北線を編入し、上越線に改称[20]。同時に起点を高崎駅に変更、高崎駅 - 新前橋駅間は両毛線にも属する重複区間となる[20]。湯檜曽駅・越後中里駅が開業[19]。土合信号場・土樽信号場が開設。水上駅 - 石打駅間が電化。全線開通に先立つ8月21日から開通日を挟んで9月30日まで、長岡市上中島を第一会場、寺泊を第二会場として「上越線全通記念博覧会」が開催され、約63万人が訪れた[21]。
- 1932年（昭和7年）8月1日：東小千谷駅が小千谷駅に改称。
- 1933年（昭和8年）12月8日：岩原スキー場前仮乗降場が開業。
- 1935年（昭和10年）9月25日：集中豪雨のため水上駅 - 上牧駅間で道床が流失、清水トンネルの両出口で土砂崩壊、湯檜曽川橋梁崩落、越後湯沢駅 - 越後中里駅間の第三魚野川橋梁の橋脚傾斜など被害多数[22]。
- 1936年（昭和11年）12月19日：土合信号場が駅に変更され、土合駅が開業[15]。
- 1937年（昭和12年）4月15日 ：浜尻駅、日高駅が開業。
- 1940年（昭和15年）11月1日 ：浜尻駅、日高駅が廃止。
- 1941年（昭和16年）1月10日：土樽信号場が駅に変更され、土樽駅が開業[15]。
- 1943年（昭和18年）
  - 5月15日：土合駅 - 土樽駅間に茂倉信号場が開設[15]。
  - 10月1日：敷島駅 - 岩本駅間に津久田信号場が開設。
  - 11月10日：石打駅 - 大沢駅間に越後大沢信号場が開設。
- 1944年（昭和19年）9月25日：越後川口駅 - 小千谷駅間に越後山辺信号場が開設。
  - 9月20日：越後堀之内駅 - 越後川口駅間に越後下島信号場が開設。
  - 10月11日： 高崎駅 - 新前橋駅間に井野信号場（上越線側のみに交換設備設置）[15]、後閑駅 - 上牧駅間に下牧信号場が開設。
- 1946年（昭和21年） 岩原スキー場前仮乗降場が廃止。
- 1947年（昭和22年）
  - 4月1日：高崎駅 - 水上駅間が電化。
  - 10月1日：石打駅 - 宮内駅（ - 長岡駅）間が電化。
- 1948年（昭和23年）
  - 1月1日：津久田信号場が駅に変更され、津久田駅が開業。
  - 12月25日：井野信号場の両毛線側にホームを設け、旅客の取り扱いを開始[15]。
- 1949年（昭和24年）
  - 5月28日：越後大沢信号場が駅に変更され、大沢駅が開業。
  - 7月11日：越後山辺信号場が廃止。
  - 12月20日：大穴仮乗降場（冬季のみ営業）が開業[23]。
- 1950年（昭和25年）2月15日： 越後下島信号場が駅に変更され、北堀之内駅が開業。
- 1952年（昭和27年）12月20日：岩原スキー場前仮停車場が開業。
- 1957年（昭和32年）12月20日：両毛線終点変更に伴い、新前橋駅 - 高崎駅間の重複区間が解消。同区間の運転方式を単線並列から複線に変更。井野信号場が駅に変更され、井野駅が開業。上り線（←旧両毛線）のほか下り線にもホームを設置[15]。
- 1961年（昭和36年）3月29日：新前橋駅 - 群馬総社駅間が複線化。
- 1962年（昭和37年）11月29日：小千谷駅 - 越後滝谷駅間に妙見信号場が開設。妙見信号場 - 越後滝谷駅間が複線化。
- 1963年（昭和38年）
  - 1月23日 - 1月28日：三八豪雪で上野駅 - 新潟駅間の列車が信越本線各所で立ち往生。特急「とき」も1月25日から2月17日まで運休。
  - 2月7日：群馬総社駅 - 八木原駅間が複線化。
  - 3月10日：大穴仮乗降場が廃止[23]。
  - 8月2日：八木原駅 - 渋川駅間が複線化。
  - 11月5日：浦佐駅 - 小出駅間が複線化。
  - 12月5日：水上駅 - 湯檜曽駅間に新湯檜曽信号場が開設。水上駅 - 新湯檜曽信号場間が複線化[23]。
  - 12月16日：岩本駅 - 沼田駅間が複線化。
  - 12月20日：津久田駅 - 岩本駅間が複線化。
- 1964年（昭和39年）
  - 3月18日：渋川駅 - 敷島駅間が複線化。
  - 9月18日：敷島駅 - 津久田駅間が複線化。
  - 9月24日：越後中里駅 - 越後湯沢駅間が複線化。
  - 9月30日：土樽駅 - 越後中里駅間が複線化。
  - 11月20日：越後川口駅 - 小千谷駅間に山辺信号場が開設。山辺信号場 - 小千谷駅間が複線化。
  - 11月30日：越後湯沢駅 - 石打駅間に赤坂信号場が開設。越後湯沢駅 - 赤坂信号場間が複線化。
- 1965年（昭和40年）
  - 1月15日：八色駅が開業。
  - 7月8日：赤坂信号場 - 石打駅間が複線化。赤坂信号場が廃止。
  - 7月13日：沼田駅 - 後閑駅間が複線化。
  - 9月28日：六日町駅 - 五日町駅間が複線化。
- 1966年（昭和41年）
  - 7月20日：後閑駅 - 上牧駅間が複線化[24]。下牧信号場が廃止。
  - 9月16日：五日町駅 - 浦佐駅間が複線化[25]。
  - 9月23日：越後滝谷駅 - 宮内間に下条信号場が開設。越後滝谷駅 - 下条信号場間が複線化[26]。
  - 9月25日：石打駅 - 大沢間が複線化。
  - 9月27日：上牧駅 - 水上駅間が複線化[27]。
  - 9月29日：越後堀之内駅 - 北堀之内駅間が複線化[28]。
  - 11月22日：北堀之内駅 - 越後川口駅間が複線化[29]。
- 1967年（昭和42年）
  - 7月4日：越後川口駅 - 山辺信号場間が複線化[30][31]。山辺信号場が廃止[31]。
  - 9月1日：小千谷駅 - 妙見信号場間が複線化[32]。妙見信号場が廃止。
  - 9月8日：小出駅 - 越後堀之内駅間が複線化[33]。
  - 9月13日：大沢駅 - 六日町駅間が複線化[34]。
  - 9月21日：下条信号場 - 宮内駅間が複線化[35]。下条信号場が廃止。
  - 9月28日：新清水トンネル開通により、湯檜曽駅 - 土樽駅間が複線化[36][37]。湯檜曽駅が新湯檜曽信号場の地点へ移転。新湯檜曽信号場が廃止[23]。
  - 10月1日：旧湯檜曽駅の地点に北湯檜曽信号場が開設[23]。
- 1969年（昭和44年）10月1日：岩原スキー場前仮停車場が臨時乗降場に変更。
- 1975年（昭和50年）
  - 4月14日：雪融けによる土砂崩れが発生し、湯檜曽駅 - 土合駅間の上り線が不通[38]。
  - 4月16日：水上駅 - 越後中里駅の下り線を単線使用として上下線で運転再開[39]。
  - 4月20日：土樽駅に渡り線を設置して、単線運転区間を水上駅 - 土樽駅間に短縮[40]。
  - 5月26日：湯檜曽駅 - 土合駅間の上り線が復旧し、全線複線での運転を再開[41]。
- 1982年（昭和57年）11月15日：上越新幹線 大宮駅 - 新潟駅間が開業（高崎駅 - 上毛高原駅 - 長岡駅間は上越線の別線扱い）。上毛高原駅が開業。
- 1984年（昭和59年）
  - 11月1日：茂倉信号場が廃止。
  - 11月8日：北湯檜曽信号場が廃止[15][23]。
- 1985年（昭和60年）3月：土合駅 - 越後湯沢駅間RC（遠隔制御）化[42]。

#### 国鉄分割民営化以降
- 1987年（昭和62年）4月1日：国鉄分割民営化により、全線を東日本旅客鉄道が継承。日本貨物鉄道が全線の第二種鉄道事業者となる。岩原スキー場前臨時乗降場が駅に変更され、岩原スキー場前駅が開業。
- 1990年（平成2年）12月20日：支線 越後湯沢駅 - ガーラ湯沢駅間が開業[43]。ガーラ湯沢駅が開業[43]。
- 1997年（平成9年）12月27日：上越国際スキー場前駅（臨時駅）が開業。
- 1998年（平成10年）8月29日：集中豪雨による土砂崩れで、土合駅上り線構内が被災。復旧作業のため約1か月にわたり、水上駅 - 土樽駅間で下り線を使用した単線運行を実施。
- 2003年（平成15年）4月1日：上越国際スキー場前駅が通年営業化。
- 2004年（平成16年）
  - 10月16日：高崎問屋町駅が開業[44]。新前橋駅 - 渋川駅間が東京近郊区間になり、Suicaのサービスエリアになる[45]。
  - 10月23日：新潟県中越地震により、水上駅 - 宮内駅間が不通となる[46]。
  - 11月2日：水上駅 - 六日町駅間の運行再開[46]。六日町駅 - 小出駅間でバス代行輸送開始。
  - 11月8日：バス代行輸送区間が六日町駅 - 越後堀之内駅間に変更。
  - 11月11日：小千谷駅 - 長岡駅間でバス代行輸送開始。
  - 11月13日：六日町駅 - 小出駅間で運行再開[46]。小出駅 - 長岡駅間はバス代行輸送継続。
  - 12月27日：。越後川口駅 - 越後滝谷駅間は上り線を使った単線運転により、全線で運転再開[47]。タブレット閉塞で運転（夜行列車と一部の列車は運休）。小出駅 - 宮内駅間で速度制限を行い、臨時ダイヤで運行。このとき、単線・複線を切り替える際のポイントはスプリングポイントを使用した。
- 2005年（平成17年）1月31日：速度制限が緩和（小出駅 - 越後川口駅間と越後滝谷駅 - 宮内駅間：45 km/h→65 km/h、小千谷駅 - 越後滝谷駅間：30 km/h→45 km/h）。
  - 3月25日：越後川口駅 - 越後滝谷駅間の下り線も復旧し、複線運転が再開[48]。運休中の夜行列車も運転再開。速度制限は継続。
  - 4月11日：小出駅 - 越後川口駅間と越後滝谷駅 - 宮内駅間の速度制限が解除。越後川口駅 - 越後滝谷駅間の上り線は45 km/h→65 km/hに緩和。
  - 4月28日：越後川口駅 - 越後滝谷駅間の上り線の速度制限が解除。越後川口駅 - 越後滝谷駅間の下り線は45 km/h→65 km/hに緩和。
  - 6月16日：速度制限が解除。
- 2009年（平成21年）3月14日：渋川駅 - 水上駅間が東京近郊区間になり、Suicaのサービスエリアになる[49]。
- 2011年（平成23年）
  - 7月28日：「平成23年7月新潟・福島豪雨」のため水上駅 - 宮内駅間が運休。
  - 7月31日：水上駅 - 越後湯沢駅間で運行再開。越後湯沢駅 - 宮内駅間は豪雨による路盤流出で不通になる。
  - 8月2日：小出駅 - 宮内駅間で運行再開。
  - 8月4日：六日町駅 - 小出駅間で運行再開。
  - 8月13日：越後湯沢駅 - 六日町駅間が復旧し、全線で運行再開[50]。
    - 上越線が不通となっていた間、寝台特急「あけぼの」・臨時快速「ムーンライトえちご」が運休した。また、特急「はくたか」も本来の越後湯沢駅発着から信越本線経由で長岡駅発着に変更された。寝台特急「あけぼの」は8月10日から北上線経由で運転を再開[51]、8月13日から「はくたか」が越後湯沢駅発着、「あけぼの」が所定の上越線経由での運転を再開した。
- 2014年（平成26年）4月1日：小千谷駅 - 宮内駅間が新潟近郊区間になり、小千谷駅、宮内駅がSuicaのサービスエリアになる[52]。
- 2016年（平成28年）3月26日：越後中里駅以北で、ワンマン運転を開始[53][注釈 4]。
- 2017年（平成29年）3月4日：水上駅以南の一部列車における高崎駅 - 新前橋駅間での運転取り止め。
- 2019年（平成31年）4月1日：新幹線統括本部の発足に伴い[54]、支線 越後湯沢駅 - ガーラ湯沢駅間を駅施設を除いて新潟支社から同本部に移管。
- 2021年（令和3年）10月1日：上越支線ではこの年の5月5日まで運行されていた新幹線E4系電車が上越新幹線での定期運行を終了[55]。
- 2026年（令和8年）7月1日（予定）：支社制から事業本部制への再編に伴い、高崎支社管轄区間を群馬事業本部、新潟支社管轄区間を長岡事業本部の管轄とする[56]。

## 運行形態

### 優等列車
以下の上野駅から直通の定期特急列車が吾妻線長野原草津口駅まで運行されている。
- 特急「草津・四万」 高崎駅 - 渋川駅間（吾妻線直通）

### 普通列車
普通列車は水上駅を境として、群馬県内の地域輸送の高崎駅 - 水上駅間と県境・新潟県内の水上駅 - 長岡駅間の2系統に運転系統が分かれている。ここでは前者を高崎駅 - 新前橋駅間と新前橋駅 - 水上駅間、後者を水上駅 - 越後中里駅間と越後中里駅 - 長岡駅間に分けて解説する。

#### 高崎駅 - 新前橋駅間
高崎駅 - 新前橋駅間については、歴史的経緯と通勤需要から高崎線や両毛線と一体化された輸送がなされており（詳細は「歴史」を参照）、両毛線や高崎線への直通普通列車を中心として1時間に3 - 4本程度（朝夕ラッシュ時間帯は1時間に5 - 7本程度）運行されている。高崎線からは上野東京ライン・湘南新宿ラインの普通・快速列車が直通する。前橋駅発着の列車は「両毛線」（「高崎・両毛線」）と、上越線は省略して案内されている。かつては新前橋駅発着の列車も「高崎線」と、上越線の案内が省略されていたが、上野東京ライン開業に伴う方向幕更新により「高崎・上越線」と省略せずに案内するようになった。
2017年3月4日からは、日中の運行本数を見直し、渋川・水上方面の一部列車（吾妻線直通含む）が新前橋駅折り返しとなり、高崎方面とは両毛線直通列車（新前橋駅折り返し列車は無い）に接続する形を取るようになった。高崎駅 - 新前橋駅間はこれまで以上に両毛線との結び付きが強くなっている。

#### 新前橋駅 - 水上駅間
新前橋駅 - 渋川駅・水上駅間の上越線・吾妻線系統は1時間に1 - 3本程度運行されている。このうち1 - 2本は水上駅発着で、それ以外の0 - 1本は渋川駅から吾妻線に直通する。前述のとおり、高崎駅発着列車が多いが、一部列車が新前橋駅発着となっている。いずれも群馬県内で完結する列車のみの運行となっている。夕方には高崎発渋川行きの区間列車もある。かつては高崎線への直通や水上駅を越えて長岡・新潟方面まで直通する運用も存在した。

#### 水上駅 - 越後中里駅間
この区間の1日の普通列車は、平日は5往復、土曜・休日は午前中に1往復が加わった6往復のみの運行となり、2 - 4両編成で運行されている。ただし、冬期間は増発され、平日1日7往復、土曜・休日は1日8往復となる。普通列車は最大で3 - 4時間ほど運転されない時間帯もあり、貨物列車のほうが首都圏と北陸・新潟・東北日本海側を結ぶ役割もあって本数が多い。この区間を走る普通列車は全列車が後述の越後中里駅 - 長岡駅間と直通運転する。なお、越後中里駅以北で実施されているワンマン運転はこの区間では実施されていない。
上越国境の山間部を走る区間であり、沿線に民家は僅少で、恒常的な旅客流動は少ない。特に水上駅 - 湯檜曽駅 - 土合駅間は並行する路線バス（関越交通）の本数が多く、実質的に旅客列車が運行されない時間帯の交通を担っている。

#### 越後中里駅 - 長岡駅間
この区間は新潟県内のローカル輸送のため、普通列車主体の運行が行われている。水上駅・越後中里駅・越後湯沢駅・石打駅 - 信越本線長岡駅間が基本的な運行形態であり、越後湯沢駅 - 長岡駅間の列車が最も多い。1日の運行本数は越後中里駅 - 越後湯沢駅間で9往復、越後湯沢駅・石打駅 - 長岡駅間で15往復（土曜・休日は午前中に1往復追加、越後川口駅 - 長岡駅間は後述の飯山線直通列車が加わり17往復）となっている。線路名称上の終点である宮内駅を始発・終着駅とする列車はなく、全列車が長岡駅まで直通し、さらに朝の下り1本（石打駅始発）は新潟駅まで直通する。かつては上りにも新潟駅直通列車が存在したが、2016年に最後に残っていた新潟発越後中里行き（冬期は水上行き）が長岡駅で系統分割されて消滅した。2016年からは日中の一部の列車がワンマン運転を実施している。
また、北越急行ほくほく線直通列車が越後湯沢駅 - 六日町駅間で運行されている。ほくほく線直通列車は上越線内では一部の普通列車が塩沢駅に停車するが、石打駅・大沢駅・上越国際スキー場前駅は全列車が通過する（ただし冬季の一部列車のみ上越国際スキー場前駅に臨時停車する）。なお、ほくほく線直通列車はすべての列車がワンマン運転である。
越後川口駅 - 長岡駅間では、飯山線からの直通列車が気動車で2往復設定されており、2往復ともワンマン運転を行っている。

### 臨時列車
高崎駅 - 水上駅間では冬季の多客時に上野駅 - 水上駅間の特急「水上」が運転されるほか、蒸気機関車D51 498またはC61 20牽引によるSL列車「SLぐんま みなかみ」などが運転される。
越後中里駅 - 越後湯沢駅・六日町駅間では冬季に臨時普通列車「スキーリレー号」が運転される。
長岡側からは、2014年から運行されている観光列車「越乃Shu*Kura」（上越妙高駅 - 十日町駅間）・「ゆざわShu*Kura」（上越妙高駅 - 越後湯沢駅間）が、それぞれ当線の宮内駅 - 越後川口駅間、宮内駅 - 越後湯沢駅間を走行する。
このほか、全通以来冬季のスキー客輸送や、夏季の尾瀬ハイキング客輸送には上野駅・新宿駅などから直通の臨時列車が運行されていたが、近年縮小傾向にあり、「谷川岳山開き」が上野駅 - 土合駅間に年1往復（往路は夜行、復路は昼行）運行されるのみとなっている。
首都圏方面からは大宮駅 - 越後湯沢駅間に臨時特急「谷川岳もぐら」「谷川岳ループ」を6月 - 11月を中心に運転している。

### 貨物列車
貨物列車については先述のとおり首都圏と新潟・秋田方面とを結ぶ列車が、おおむね毎日9往復（1往復の臨時便を含む）運行され、線内完結の列車は設定されていない。また、上越線内で定期貨物列車が停車する駅も存在しないが、信越本線南長岡駅への停車は設定されている。
近年はほとんどが上越線を夜間帯に走行していたが、2009年3月14日のダイヤ改正より4往復（臨時便1往復を含む）が上越線を日中時間帯に走るダイヤに移行した。また、総合車両製作所新津事業所（旧：JR東日本新津車両製作所）で落成した車両の関東方面への甲種輸送や配給列車の運行は当路線経由で行われる。
線内を通過する貨物列車の2014年時点での運行区間・本数は以下のとおり。
- 隅田川駅 - 新潟貨物ターミナル駅間：2往復（および臨時便1往復）
- 東京貨物ターミナル駅 - 秋田貨物駅間：1往復
- 名古屋貨物ターミナル駅 - 秋田貨物駅間：1往復
- 熊谷貨物ターミナル駅 - 新潟貨物ターミナル駅間：1往復
- 隅田川駅 - 焼島駅間：1往復
- 隅田川駅 - 金沢貨物ターミナル駅間：下り2本・上り1本
- 宇都宮貨物ターミナル駅 - 金沢貨物ターミナル駅間：上り1本

### 越後湯沢駅 - ガーラ湯沢駅間
この区間はJR線路名称公告上は上越線の支線となっているが、運行上の形態は上越新幹線の一部である。在来線の扱いだが、新幹線用の施設・車両を使用し新幹線特例法の対象となっている。
途中駅はなく、終点のガーラ湯沢駅は隣接のガーラ湯沢スキー場にアクセスするために新設された駅であり、路線とともに冬季（概ね12月中旬 - 5月上旬）のみの営業となっている（スキー場は夏季も一部施設で営業を行うが、列車の運行はない）。運行期間中は東京方面から新幹線列車「たにがわ」が直通する。シーズン中はスキー場の営業状況に関わらず運行されるが、少雪等によりスキー場のシーズン終了が繰り上げられた場合は列車も運行終了となり、以降のこの区間は当初予定のシーズン終了日まで運休扱いとなる。
この区間を運行する列車はすべて特急列車であるため、乗車する場合は乗車券のほかに特急料金100円が必要となる。この区間のみの指定券は発売しないことになっている。また、特急料金不要の特例はなく、普通列車用の企画乗車券である青春18きっぷや北海道&東日本パスでの乗車はできない。この運行形態は、西日本旅客鉄道（JR西日本）の博多南線とほぼ同等である。
オフシーズンでも越後湯沢駅終着の新幹線列車が折り返しのために入線するが、客扱いはしない。
冬季の設定ダイヤも運行本数はそれほど多くなく、下りは朝8時台の2本を除いて1時間に1本程度で、15時以降は2時間運行されない時間帯もあり、18時台の越後湯沢駅発で終了する。上りは始発から16時台の2本以外は、1時間1本程度の運行であり、19時台のガーラ湯沢駅発で終了する。ただし、上下線とも多客期には臨時列車の増発や最終列車の繰り下げもしばしば実施される。
シーズン中、越後湯沢駅とガーラ湯沢スキー場の間は無料シャトルバスも運行されており（近隣のスキー場やホテルも経由する）、列車のない時間帯の交通を補完している。

## 使用車両

### 現在の使用車両

#### 優等列車
- 電車
  - E257系（大宮総合車両センター所属） - 特急「草津・四万」

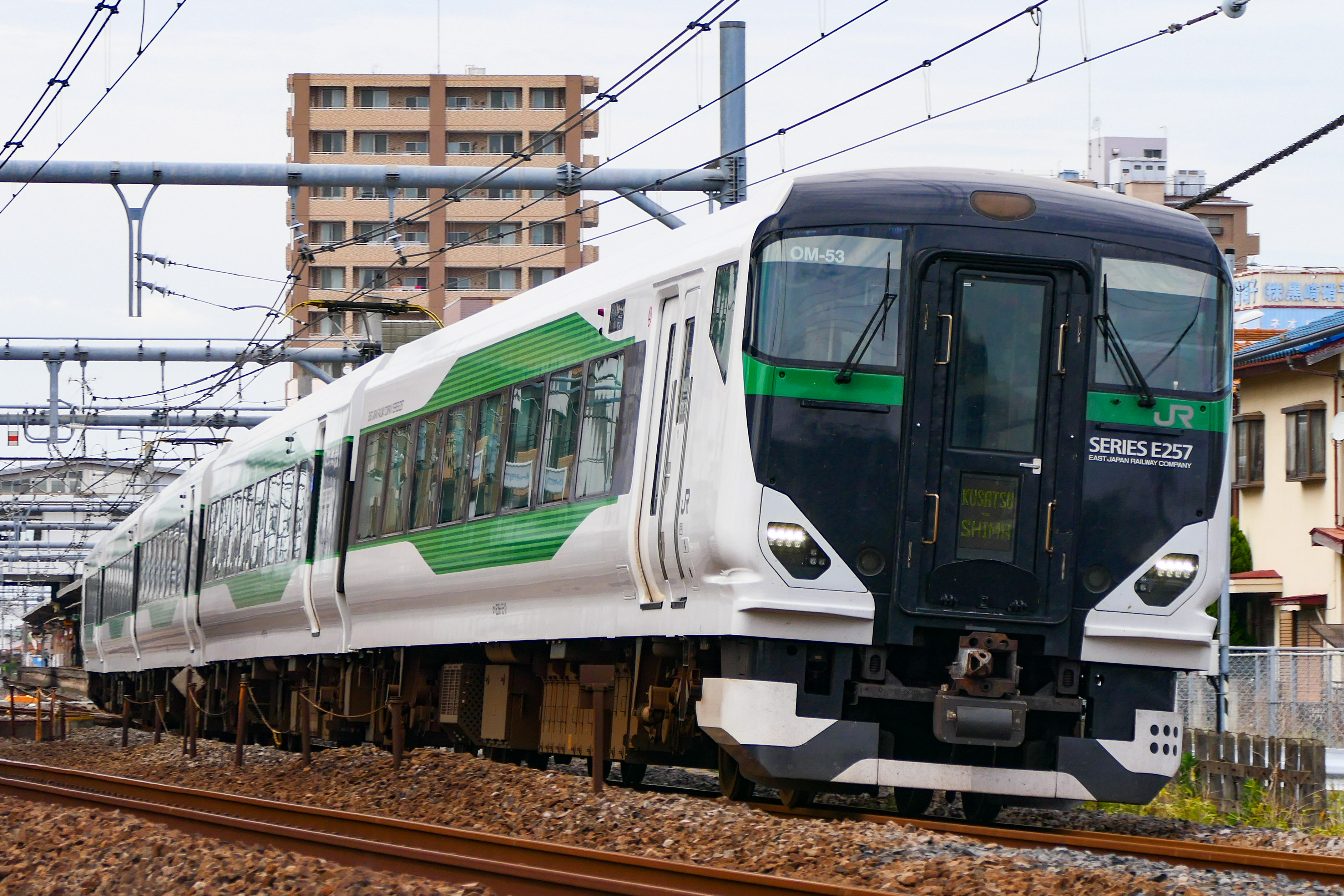
E257系

#### 普通列車
- 電車
  - E231系（小山車両センター・国府津車両センター所属）
  - E233系（小山車両センター・国府津車両センター所属）
    - 高崎線および両毛線直通列車として、高崎駅 - 新前橋駅間で運用されている。

  - E129系（新潟車両センター所属）
    - 2015年11月26日に越後中里駅 - 宮内駅間で運用を開始[62]し、2016年3月のダイヤ改正ではATS-Pの導入に伴い水上駅 - 宮内駅間の115系の運用をすべて置き換えた。

  - 211系（高崎車両センター所属）
    - 両毛線直通列車や2016年8月22日より高崎駅 - 水上駅間で運用されている。かつては高崎線直通列車としても運用されていた。

  - HK100形（北越急行所属）
    - 北越急行ほくほく線直通列車として、上越線では越後湯沢駅 - 六日町駅間で運用されている。
- 気動車
  - キハ110系気動車（長野総合車両センター所属）
    - 飯山線直通列車として、越後川口駅 - 宮内駅間で運用されている。

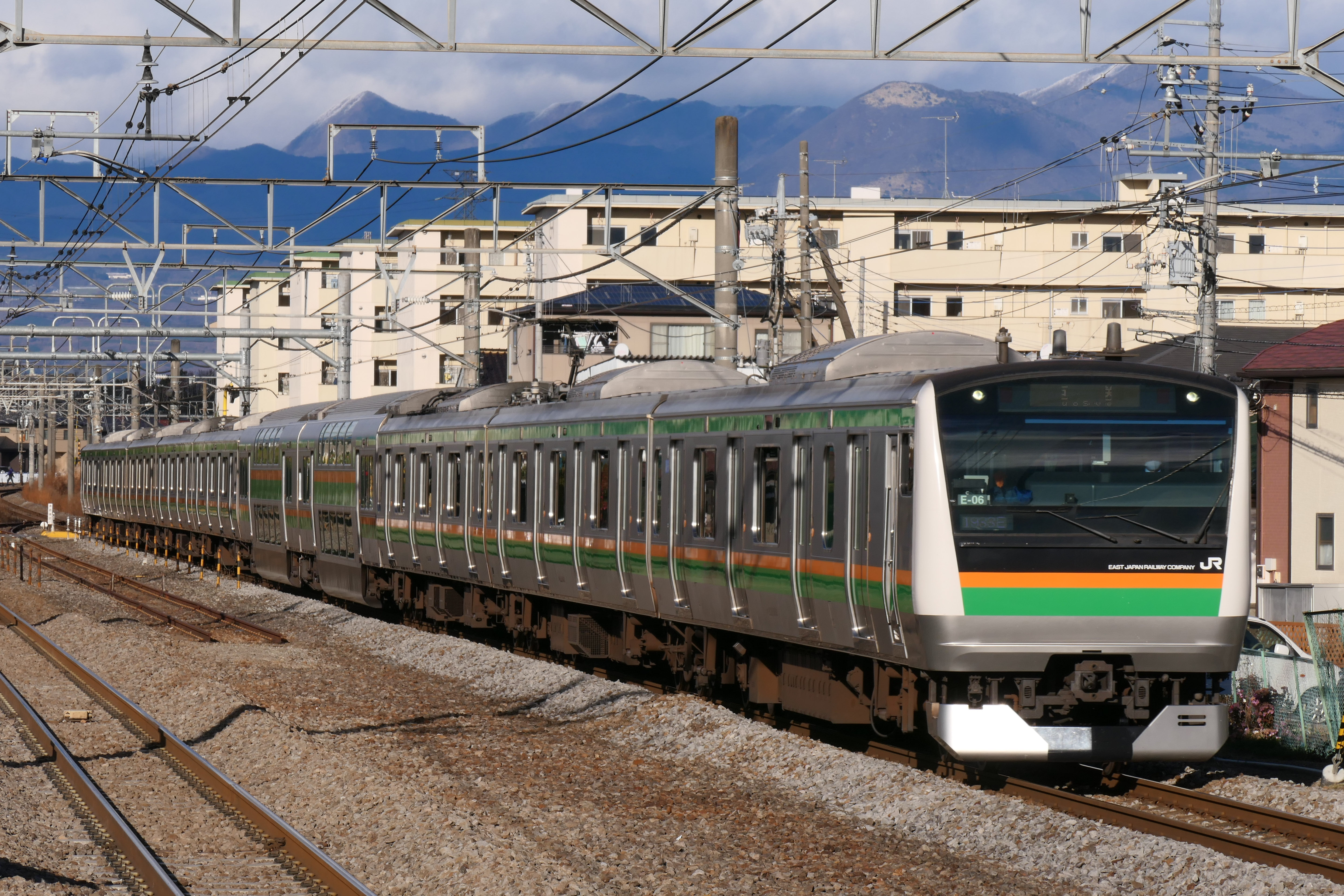
E233系（井野駅）
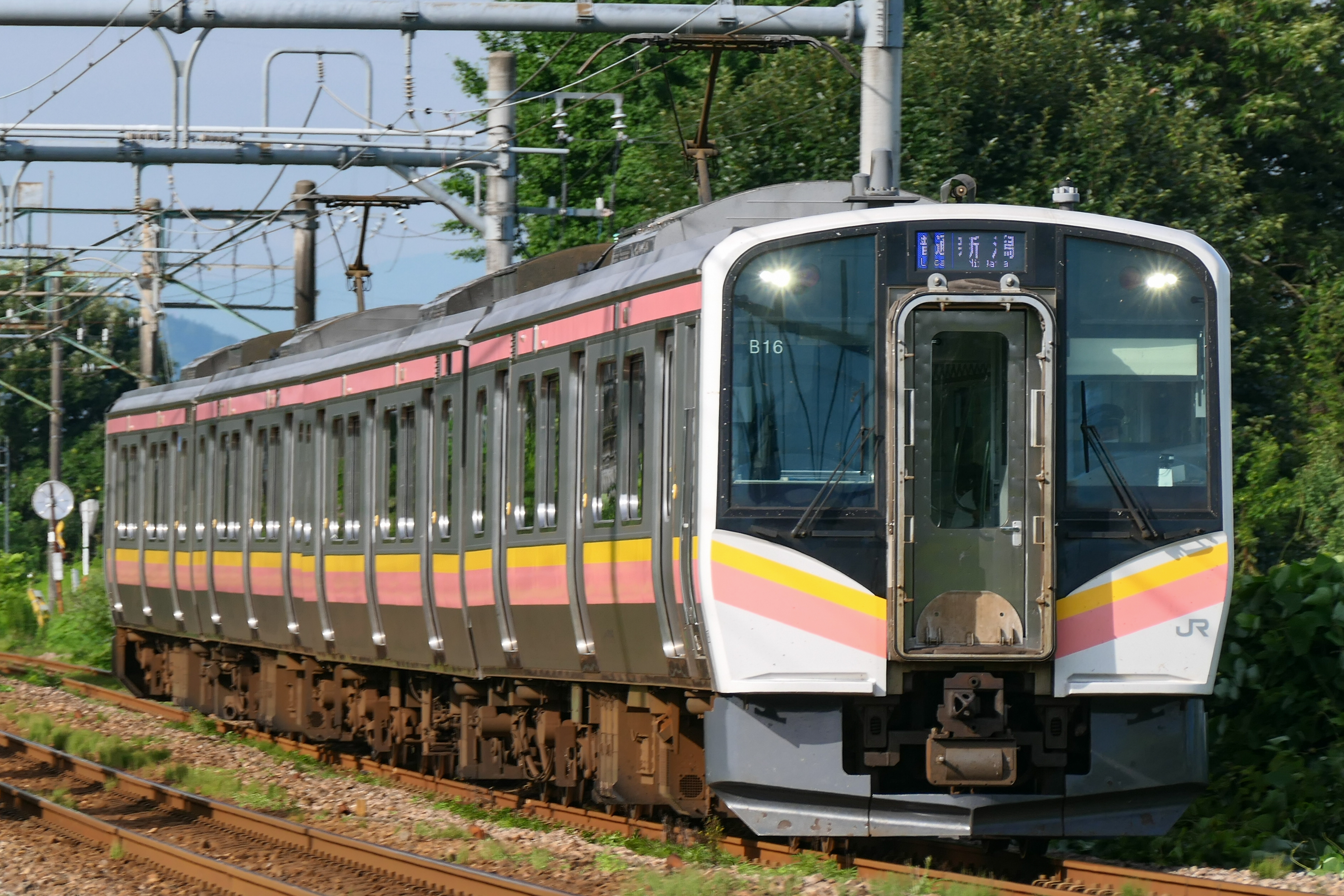
E129系（小千谷駅 - 越後滝谷駅間）
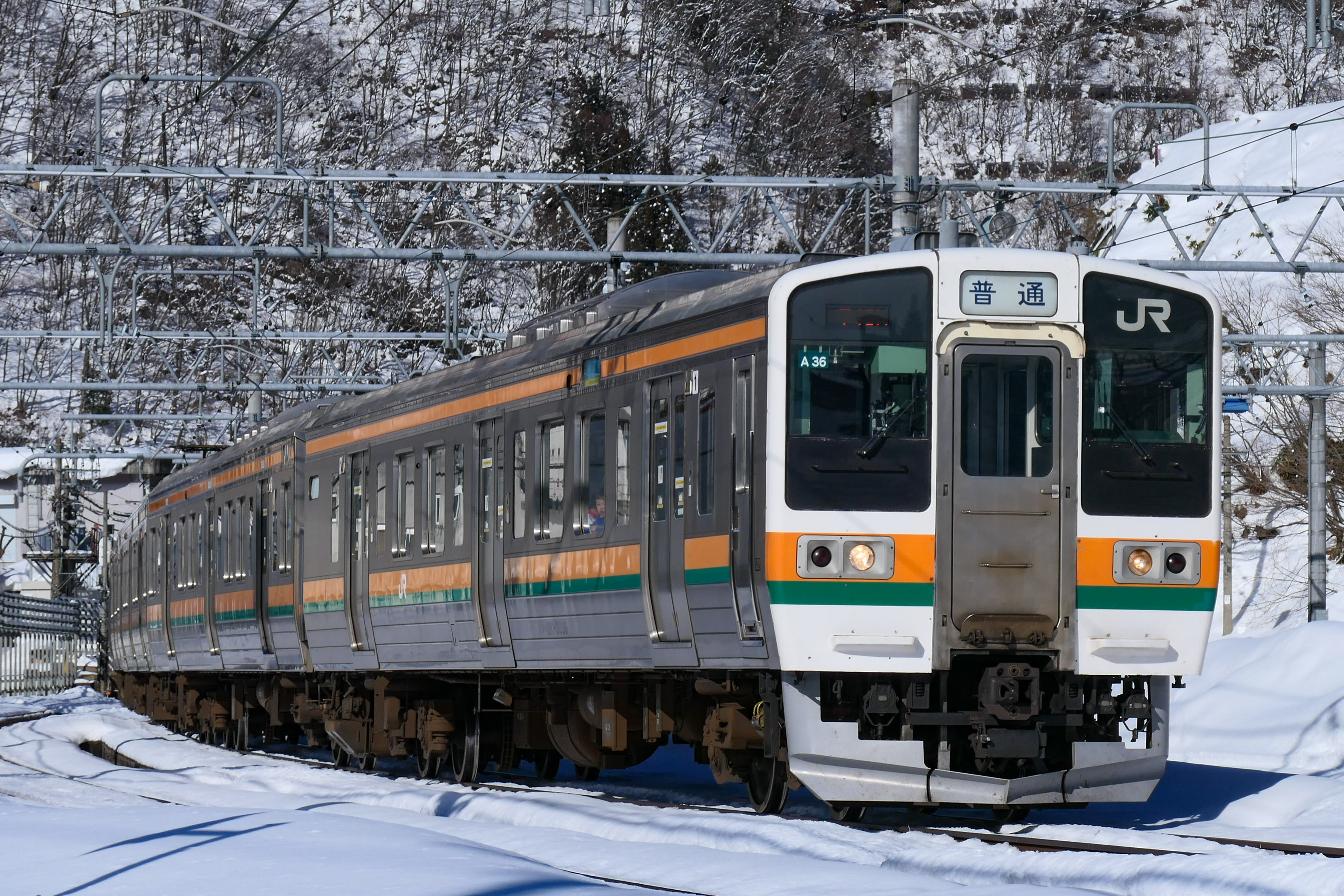
211系（上牧駅 - 水上駅間）
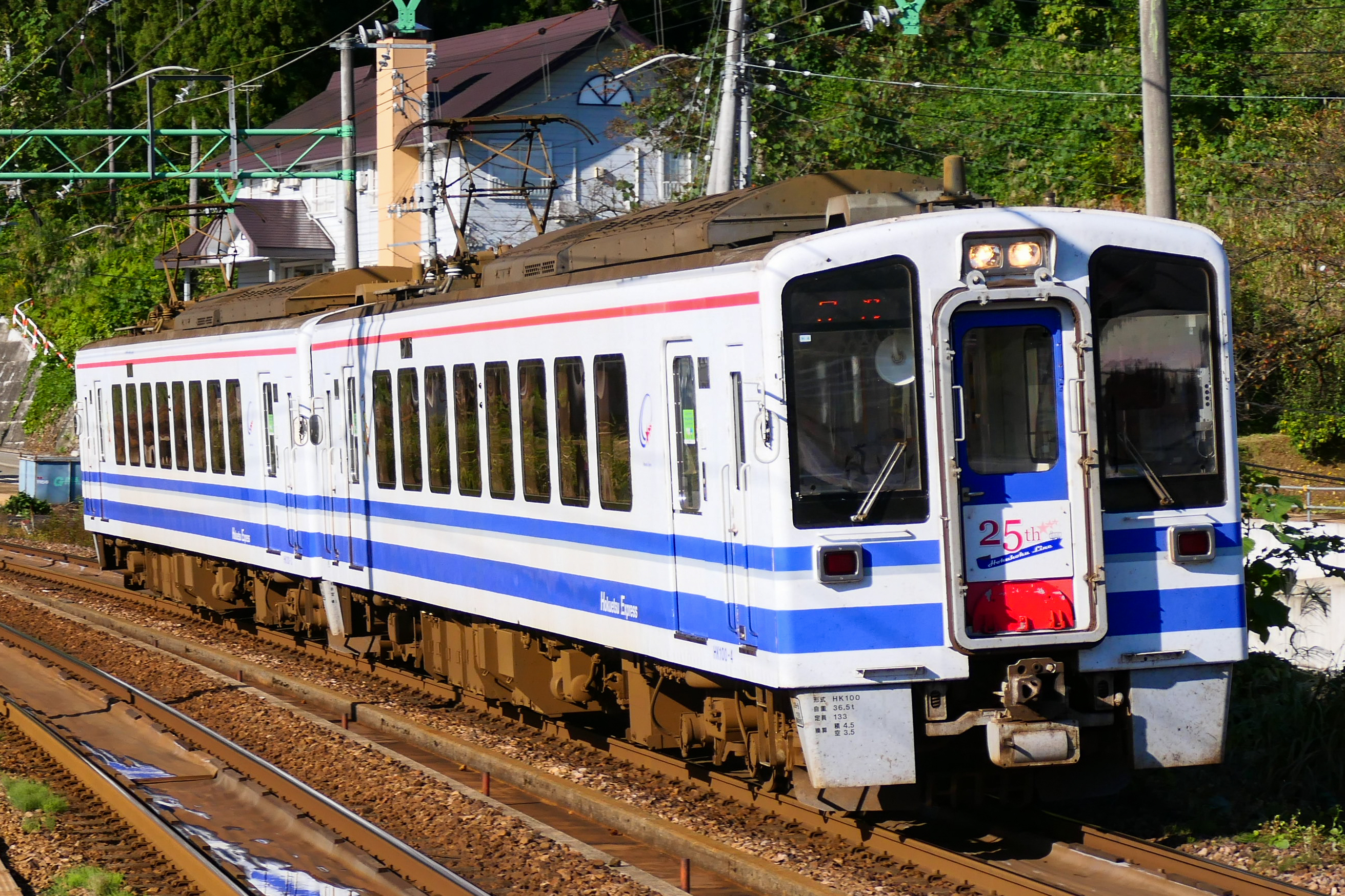
HK100形（上越国際スキー場前駅）
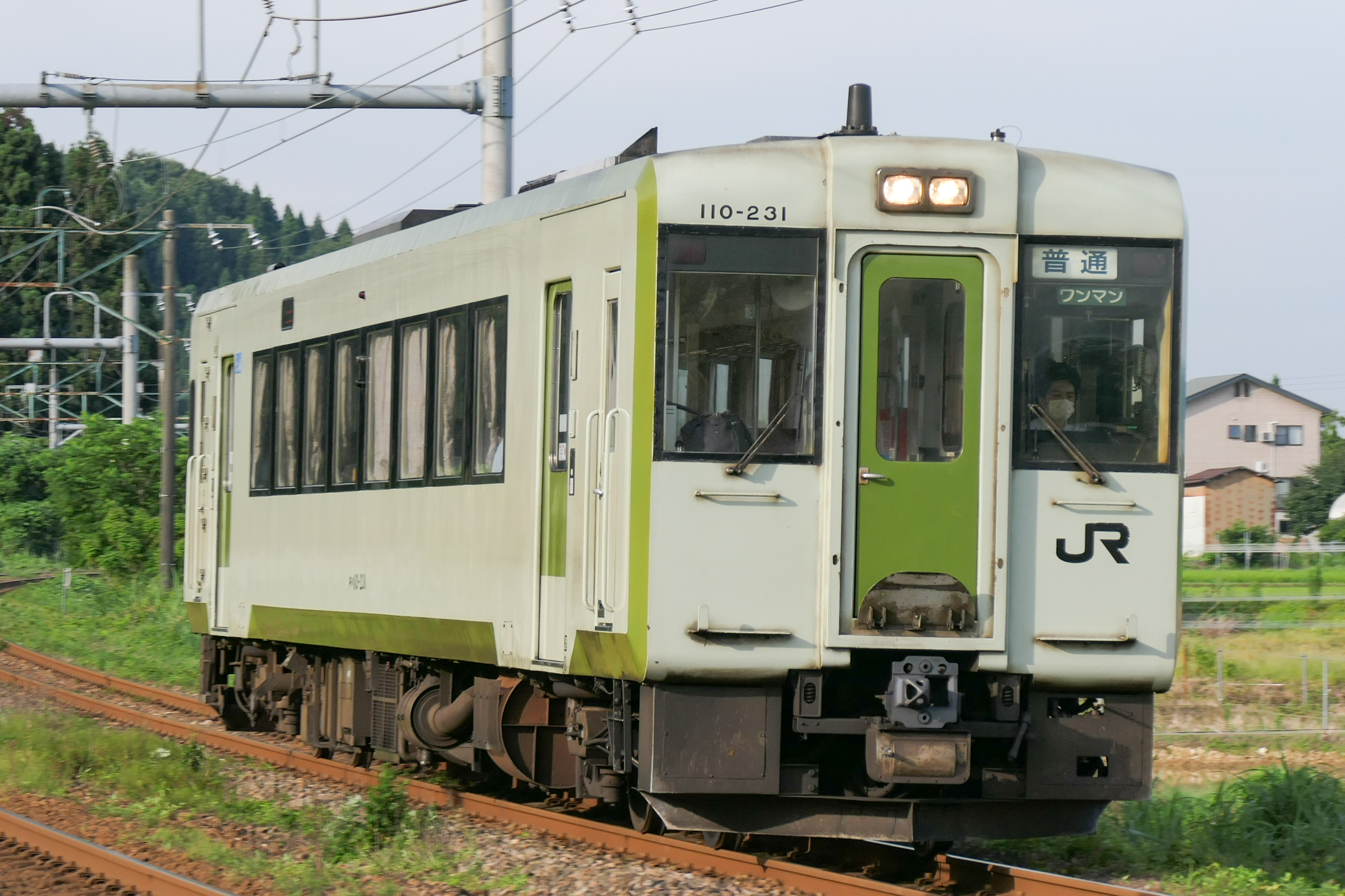
キハ110系（小千谷駅 - 越後滝谷駅間）

#### 貨物列車
貨物列車の牽引については、次の電気機関車が担当している。
- EH200形（高崎機関区所属）
  - 2009年3月14日ダイヤ改正で上越線での運用を開始。EF64形が全機愛知機関区へ配置転換されたため、翌2010年3月13日のダイヤ改正ですべての定期列車がEH200形に置き換わった。

### 過去の使用車両

#### 電車
- 40系 - 高崎車両センター所属。両毛線・吾妻線用。高崎-渋川間で運用。
- クハ68形 - 長岡車両センター所属。短編成化で不足する後述の70系の制御車として使われ、70系同様に耐寒耐雪改造を受け新潟色に変更。
- 72系 - 新前橋電車区所属。高崎-水上間等の区間列車に運用。
- 70系（編成内に80系を含む） - 長岡運転所所属。4両または6両編成化のうえ耐寒耐雪改造を受け、雪の中でも目立つ新潟色に塗色変更。制御車化改造を受けたクハ75形も含まれる[63]。他に新前橋電車区所属の両毛線・吾妻線用車が高崎-渋川間で運用。
- 80系 - 準急「ゆきぐに」[64]「奥利根」「ゆけむり」「みくに」「草津」[65]など。普通列車にも運用。
- 32系 - 前述の80系の編成に混用。
- 115系 - 新潟車両センター、高崎車両センター所属。全線で運用されていたが、水上駅以北（新潟車両センター所属車）は2016年[66]、水上駅以南（高崎車両センター所属車）は2018年[67][68]のダイヤ改正をもって運用を離脱。
- 153系 - 準急「ゆきぐに」[64]、ほか急行など。
- 155系 - スキー臨時列車など。
- 157系 - 特急「白根」[65]
- 165系 - 急行「佐渡」「越路」「越後」「弥彦」「よねやま」「ゆきぐに」「ゆざわ」[64]「奥利根」「ゆけむり」「伊香保」「草津」[65]、快速「ムーンライトえちご」[64]など。普通列車にも運用。
- 161系・181系 - 特急「とき」「新雪」[64]
- 183系・189系 -  特急「とき」「新雪」[64]、快速「ムーンライトえちご」[64]など
- 485系 - 特急「はくたか」[64]「いなほ」「鳥海」[69]、快速「ムーンライトえちご」[64]
- 489系 - 特急「はくたか」[64]、急行「能登」[64]
- 681系・683系 - JR西日本・北越急行所属。特急「はくたか」[64]
- 107系 - 高崎車両センター所属。当初は高崎駅 - 水上駅間で運用されていたが、晩年は両毛線直通列車として、上越線内は高崎駅 - 新前橋駅間のみの運用となっていた。
- E127系 - 新潟車両センター所属。E129系の故障で急遽運用に入ったことがある。
- 185系 - 特急「草津」「水上」、快速「シーハイル上越」など
- 651系 - 大宮総合車両センター所属。特急「草津」

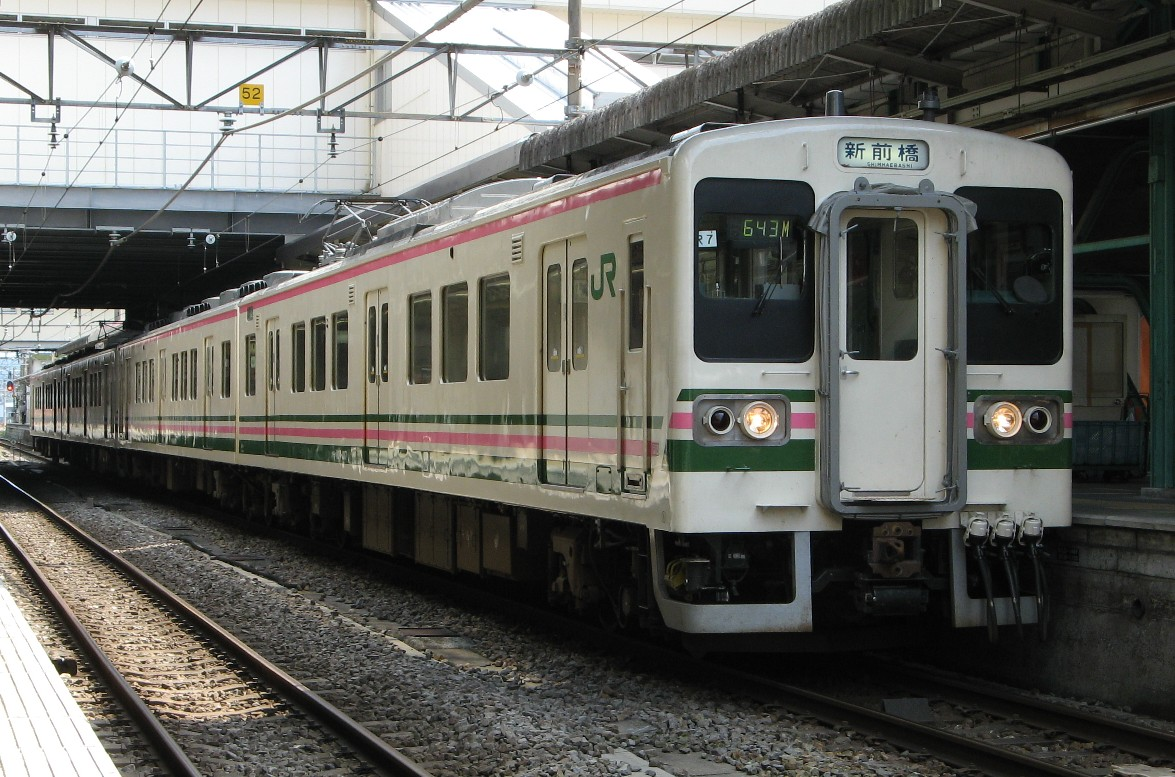
107系（高崎駅）
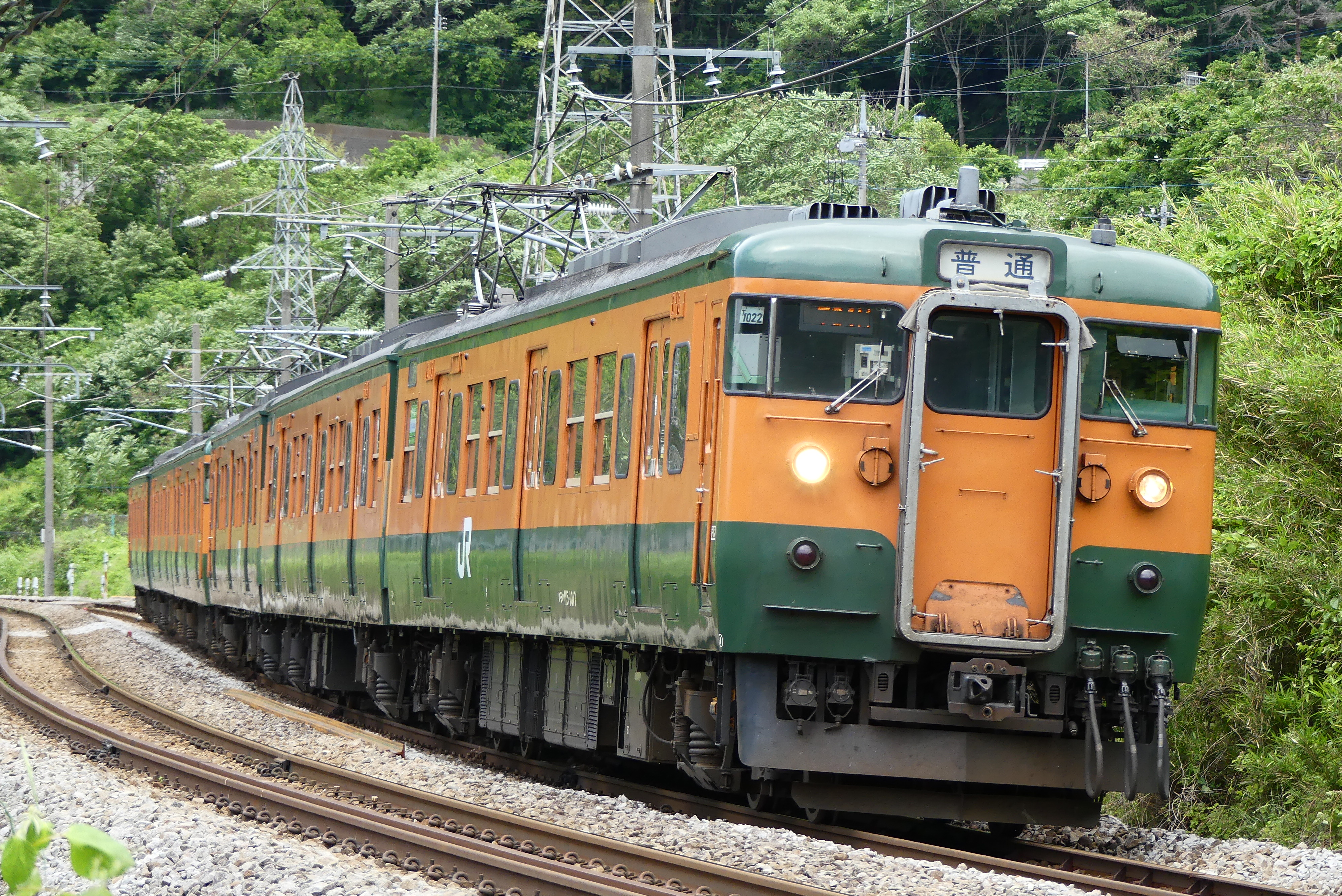
115系湘南色（高崎車両センター所属、2017年）
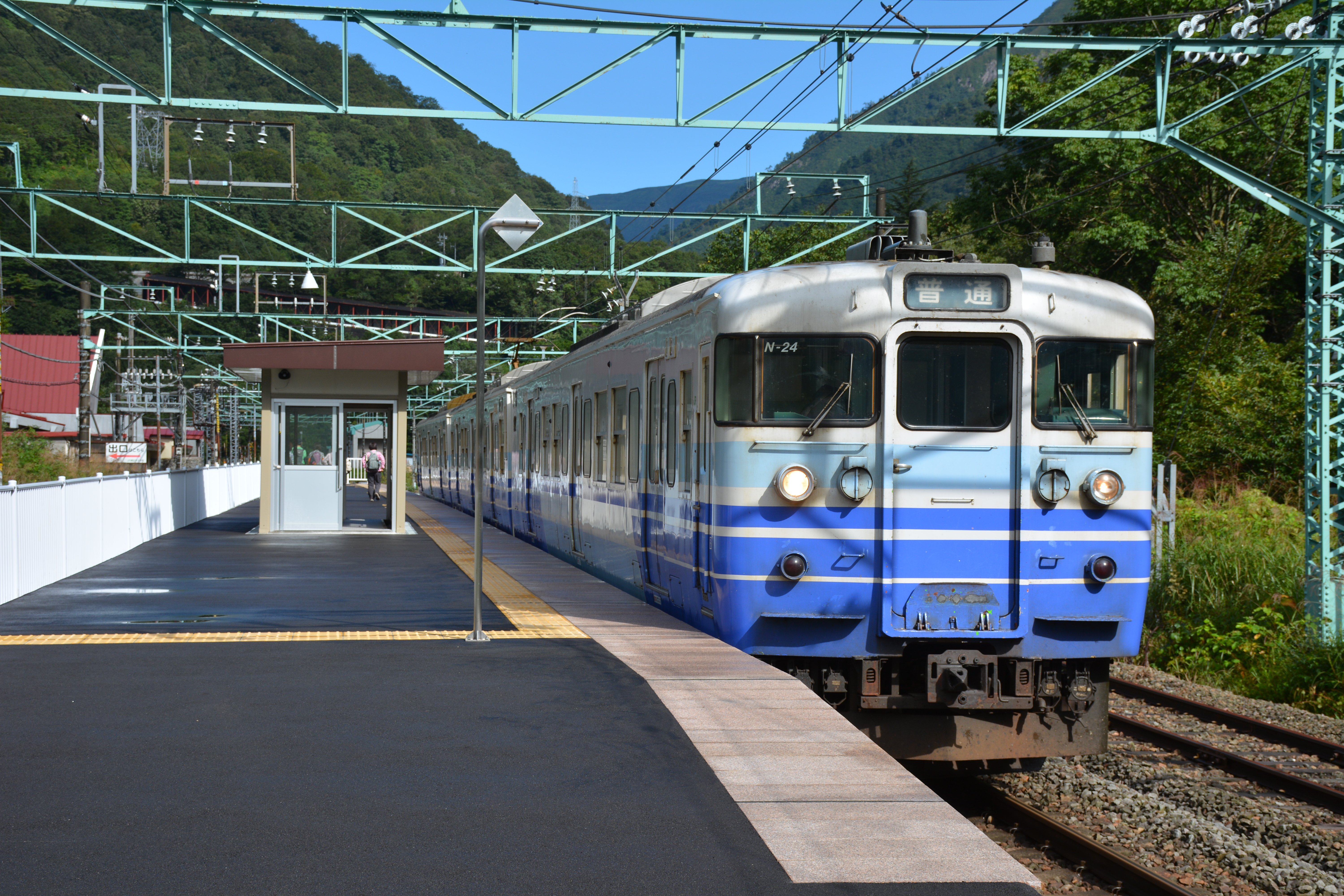
115系三次新潟色（新潟車両センター所属、2014年、土合駅）
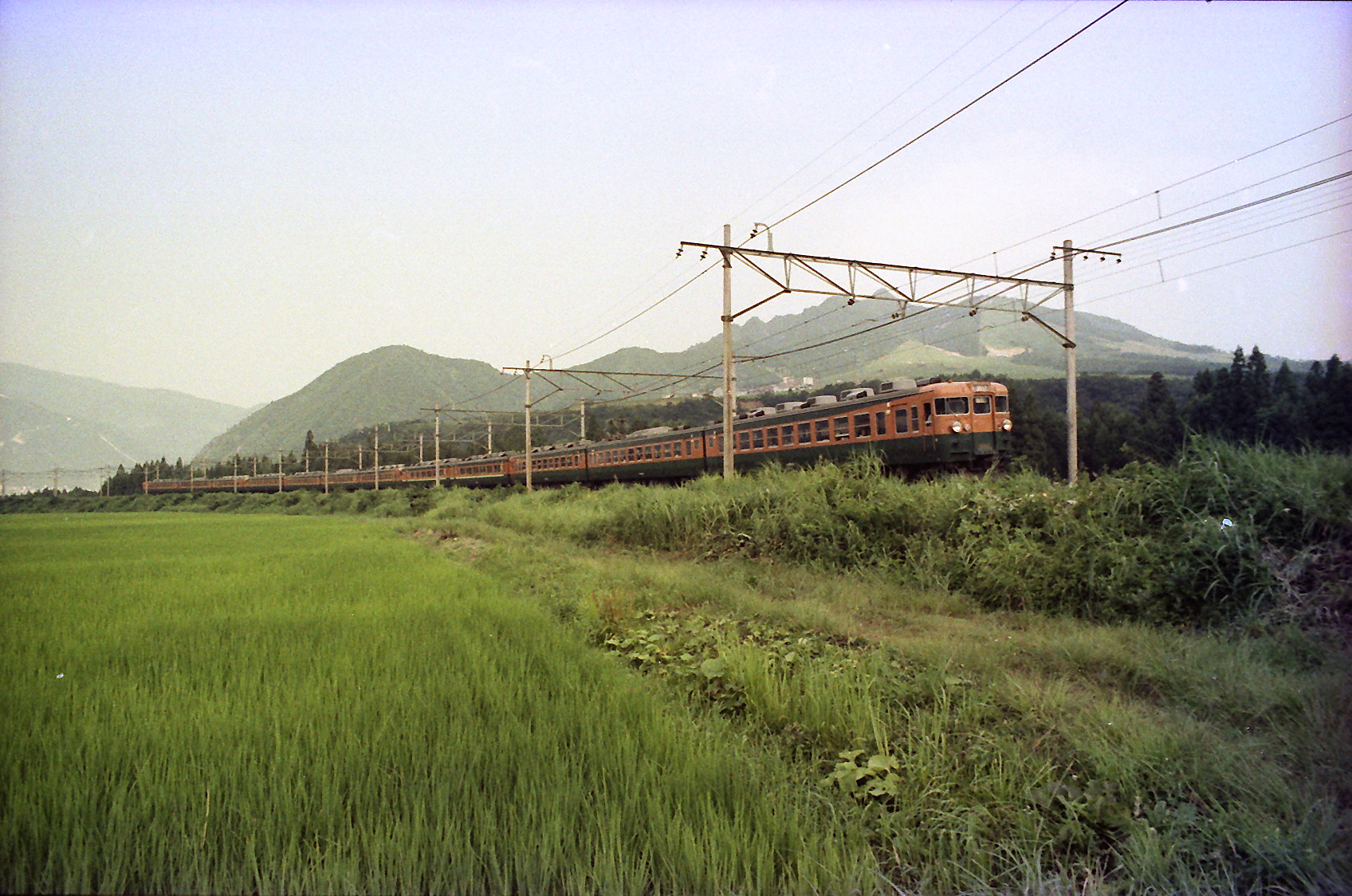
165系 急行「佐渡」（1978年、越後中里駅駅 - 岩原スキー場前駅間）
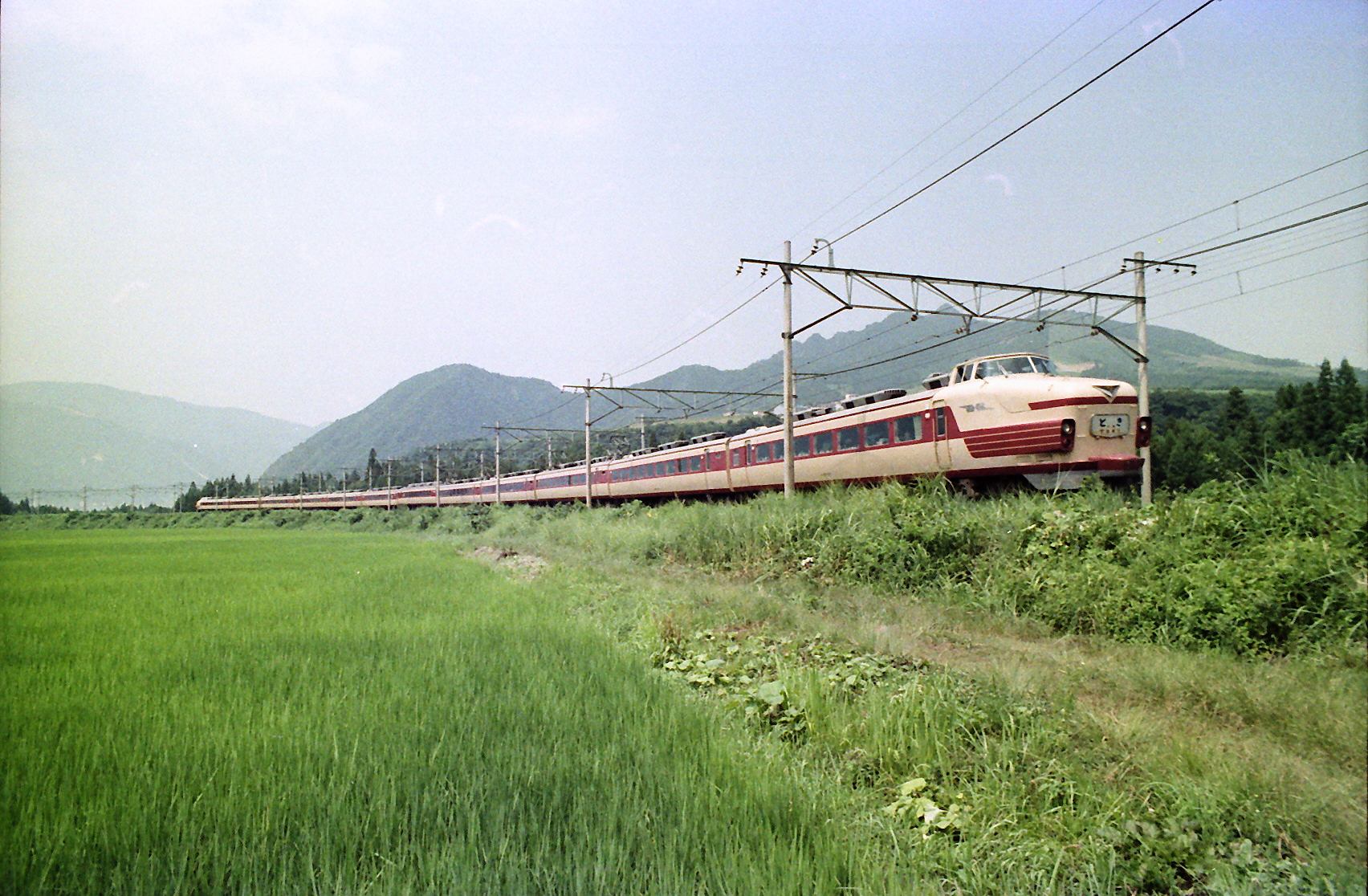
181系 特急「とき」（1978年、越後中里駅駅 - 岩原スキー場前駅間）
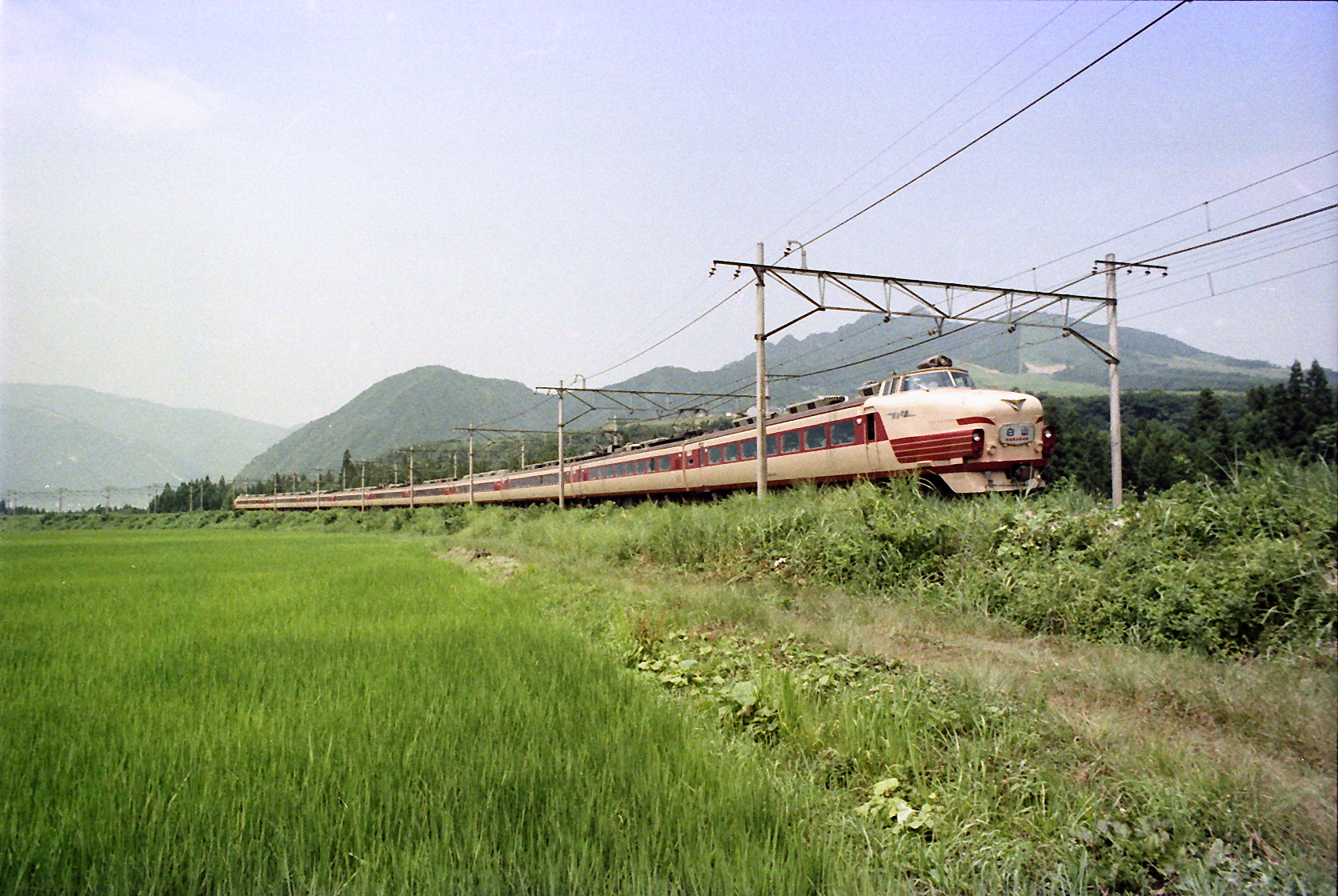
489系 特急「白山」（1978年、越後中里駅駅 - 岩原スキー場前駅間）
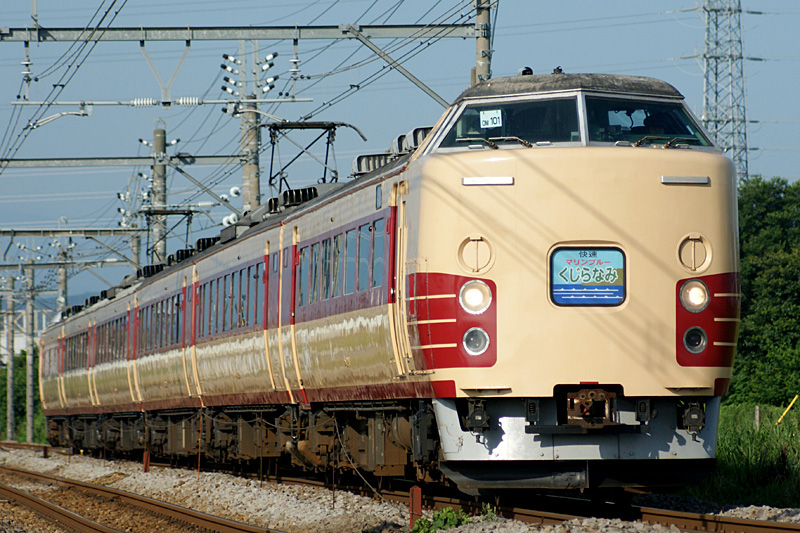
183系 快速マリンブルーくじらなみ号（2008年頃、新前橋駅 - 井野駅間）
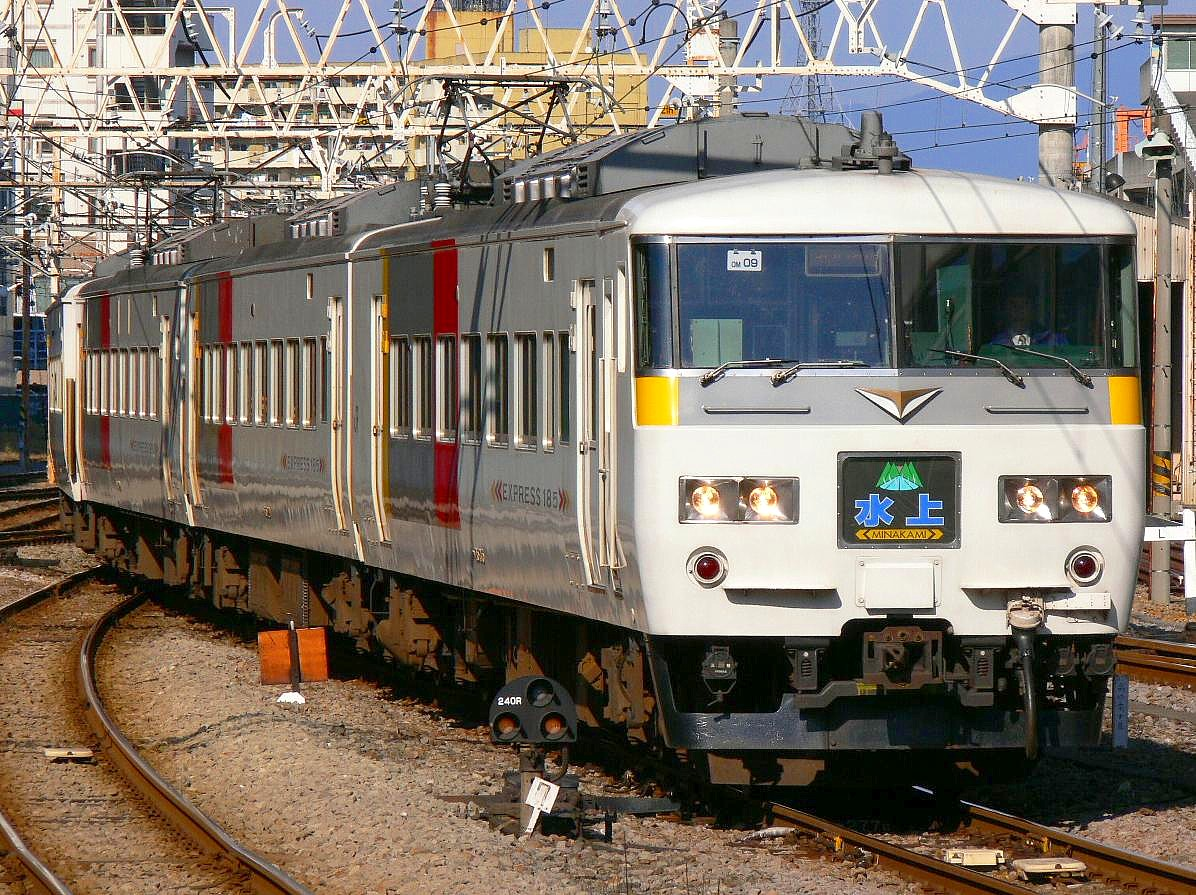
185系 特急「水上」（2006年、高崎駅）
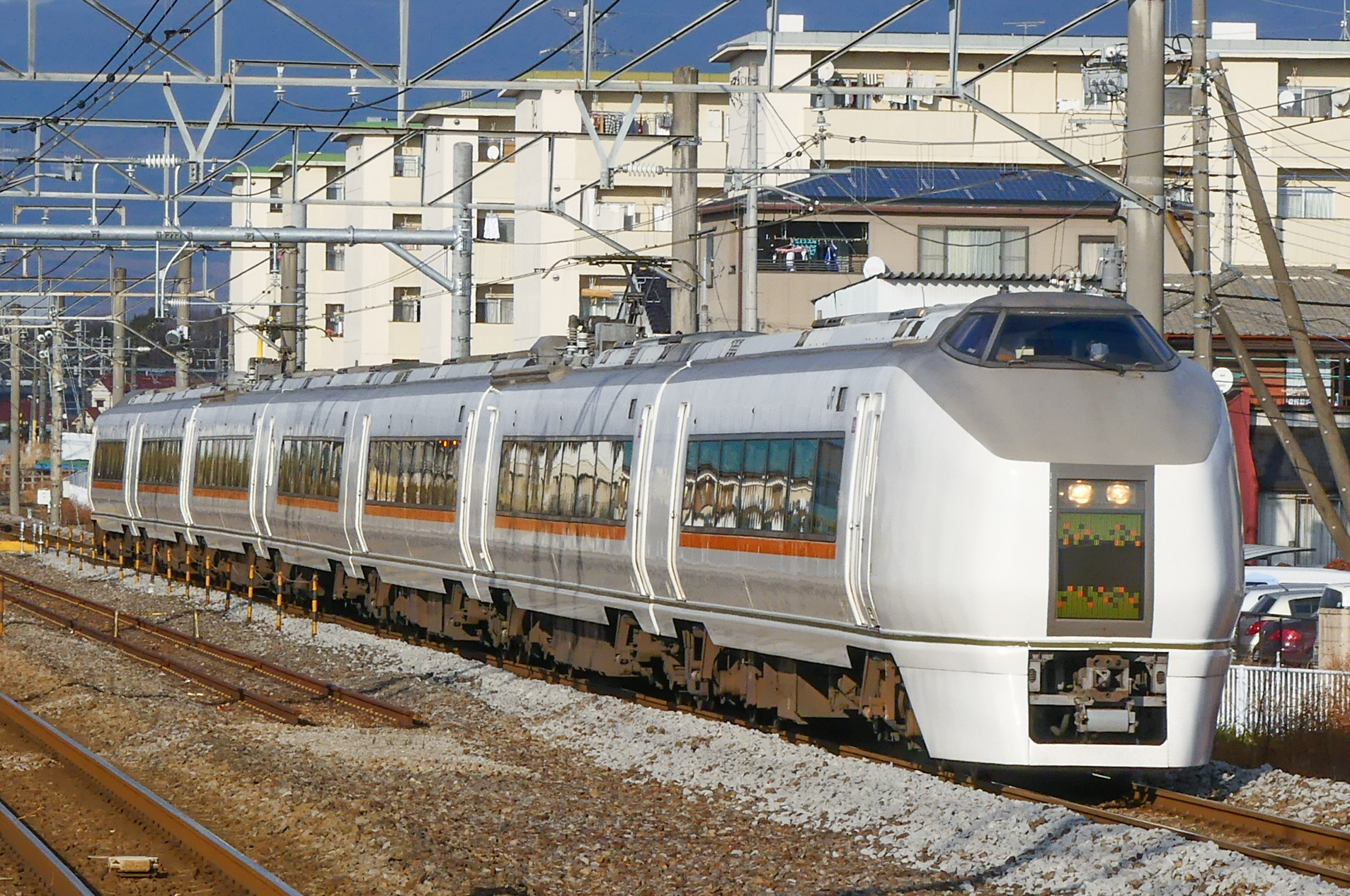
651系（井野駅）
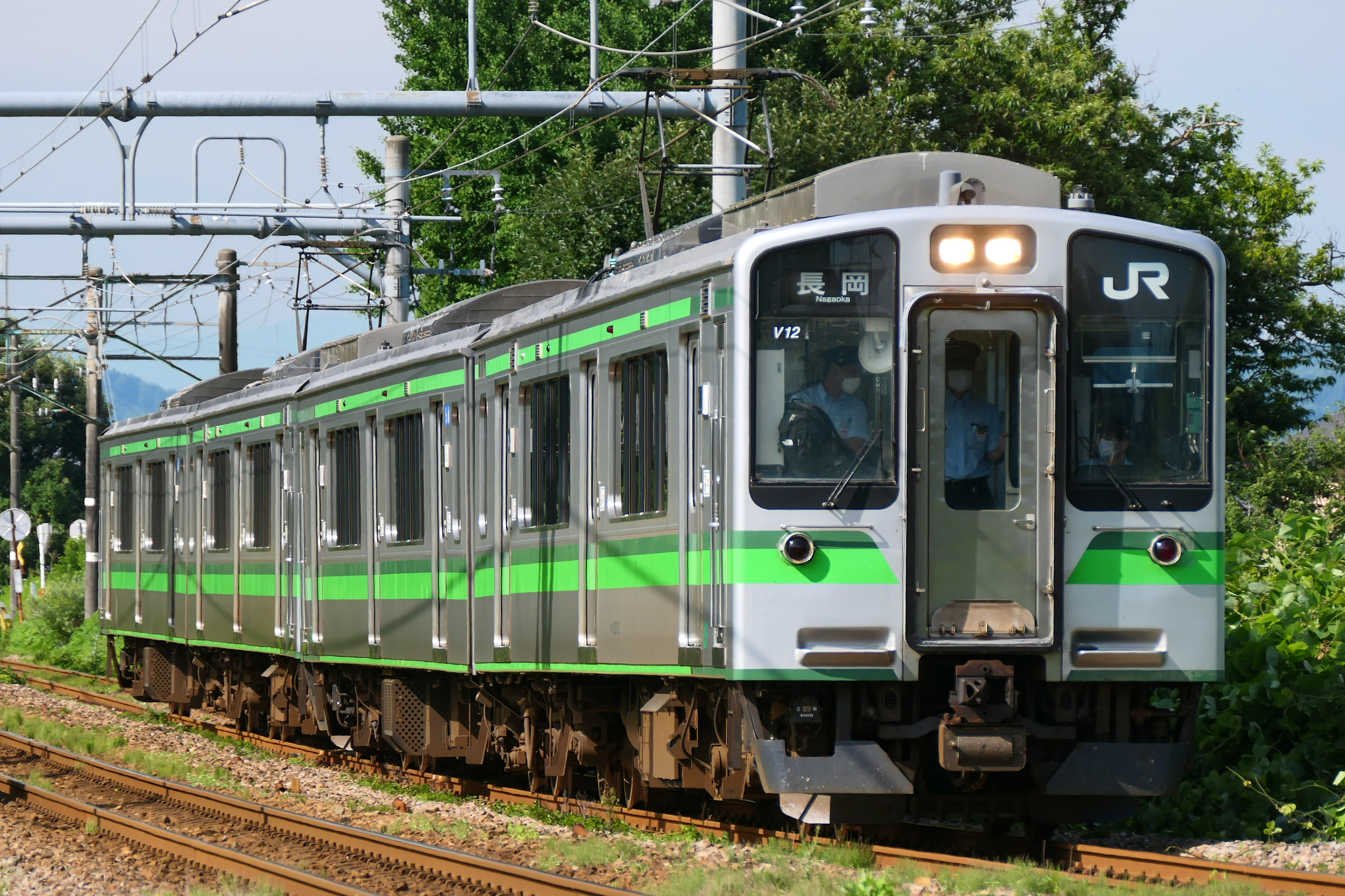
E127系（2022年、小千谷駅 - 越後滝谷駅間）

#### 気動車
- キハ58系 - 急行「鳥海」[69]「よねやま[70]」「野沢」「うおの」[64]、準急「奥利根」「みなかみ」「みくに」「草津」[65]など。只見線や飯山線に直通する普通列車などにも運用。
- キハ81系 - 特急「いなほ」[69]

#### 客車
- 14系 - 寝台特急「北陸」[64]
- 20系 - 寝台特急「北陸」[64]、急行「天の川」[64]など
- 24系 - 寝台特急「あけぼの」「鳥海」「出羽」[69]

#### 電気機関車
- ED16形
- EF10形
- EF11形
- EF12形
- EF13形
- EF15形
- EF16形
- EF57形
- EF58形
- EF64形
- EF65形
- EF81形

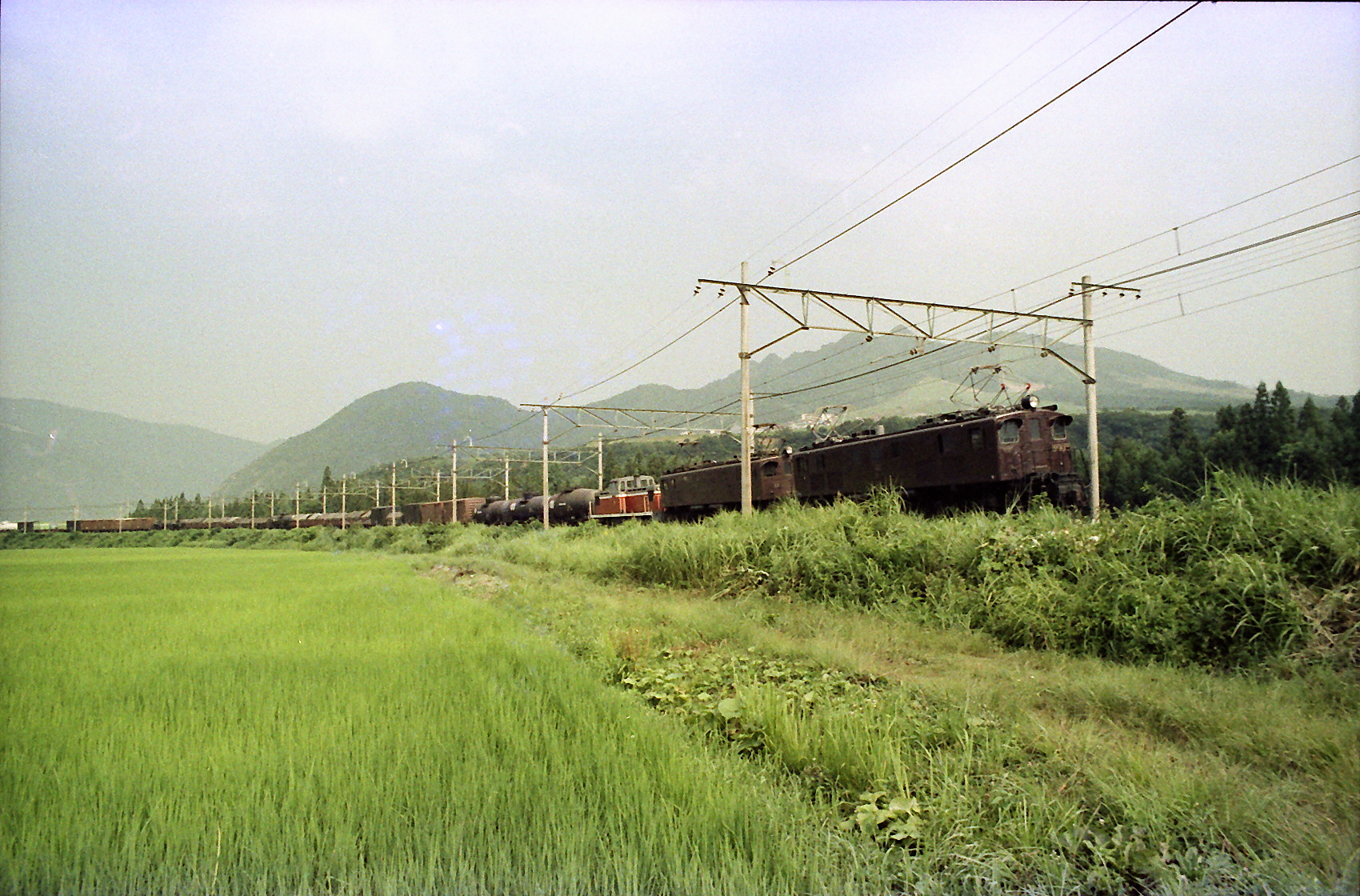
EF15牽引の貨物列車（1978年、越後中里駅駅 - 岩原スキー場前駅間）

## 沿線概況
上越線は、群馬県から新潟県へと抜けるために、三国山脈を越える路線であるが、高崎駅から渋川駅あたりまでは関東平野の北西端ということもあり、平地が多い。
高崎駅を出ると、信越本線の線路をくぐり、進路を北東に変える。すぐに、上越新幹線と北陸新幹線の高架をくぐると、住宅街が広がる中を進む。高崎問屋町駅を出ると、程なく井野川を渡り、井野駅に到着する。井野駅を出ると、だんだんと畑や田が目に入るようになる。関越自動車道の高架をくぐると、進行方向両側に日高遺跡が確認できる。これは、関越自動車道の工事時に発見されたもので、現在では公園として古墳などが整備されている。右手にフォレストモール新前橋が見えると、新前橋駅に到着する。
新前橋駅を出ると、急なカーブで進路を北に変え、住宅街の中を進む。群馬総社駅を出ると、だんだんと畑が増えてくるとともに、工場が右手に見えるようになってくる。また晴れている場合には、右手に赤城山、左手に榛名山が見えるようになる。この間に吉岡町を通過する（駅は設置されていない）。八木原駅からは進路を北西に変え、関越自動車道の高架をくぐる。左手に住宅街が広がるようになり、右手に大同特殊鋼の渋川工場が見えると程なく渋川駅に到着する。
渋川駅を出ると、利根川を渡る。東京や埼玉方面から高崎線経由で来た場合には、初めてこの川を渡ることになる。この橋梁の北側で、利根川と吾妻川が合流する箇所があり、車窓左手からはこれがよく見える。橋を渡ると段々と山が迫り、またそれに伴って勾配を上っていく。敷島駅を過ぎると、これも先と同じく、初めてのトンネルを通る。津久田駅を過ぎると利根川を再び渡り、西岸に出る。こんにゃく畑をかすめ、三度目の利根川を渡ると、すぐ棚下トンネルに入る。トンネルを抜けると、四度目の利根川を渡ることになるが、この橋は当線の撮影スポットであり、SL列車「SLぐんま みなかみ」などが減速することもある。津久田駅から岩本駅までは国道17号や利根川と並走する途中で綾戸ダムを確認できるが、これは東京電力・佐久発電所の取水ダムであり、ここで群馬用水が分岐している。岩本駅の先では片品川の河岸段丘を確認できる。五度目の利根川を渡り、景色が開けると、沼田駅に到着する。
沼田駅を出ると後閑駅辺りまでは住宅や田畑が広がるが、同駅を過ぎると、利根川が左手に迫り、山が迫るようになる。上牧駅を越えてしばらくすると利根川の川幅は一段と狭まり、大きな岩も目立つようになる。このあたりは「諏訪峡」と呼ばれるが、川沿いに進むのは下り線のみで、上り線は途中から長いトンネルとなる。水上温泉のホテルが見えると、程なく東京近郊区間の末端である水上駅に到着する。

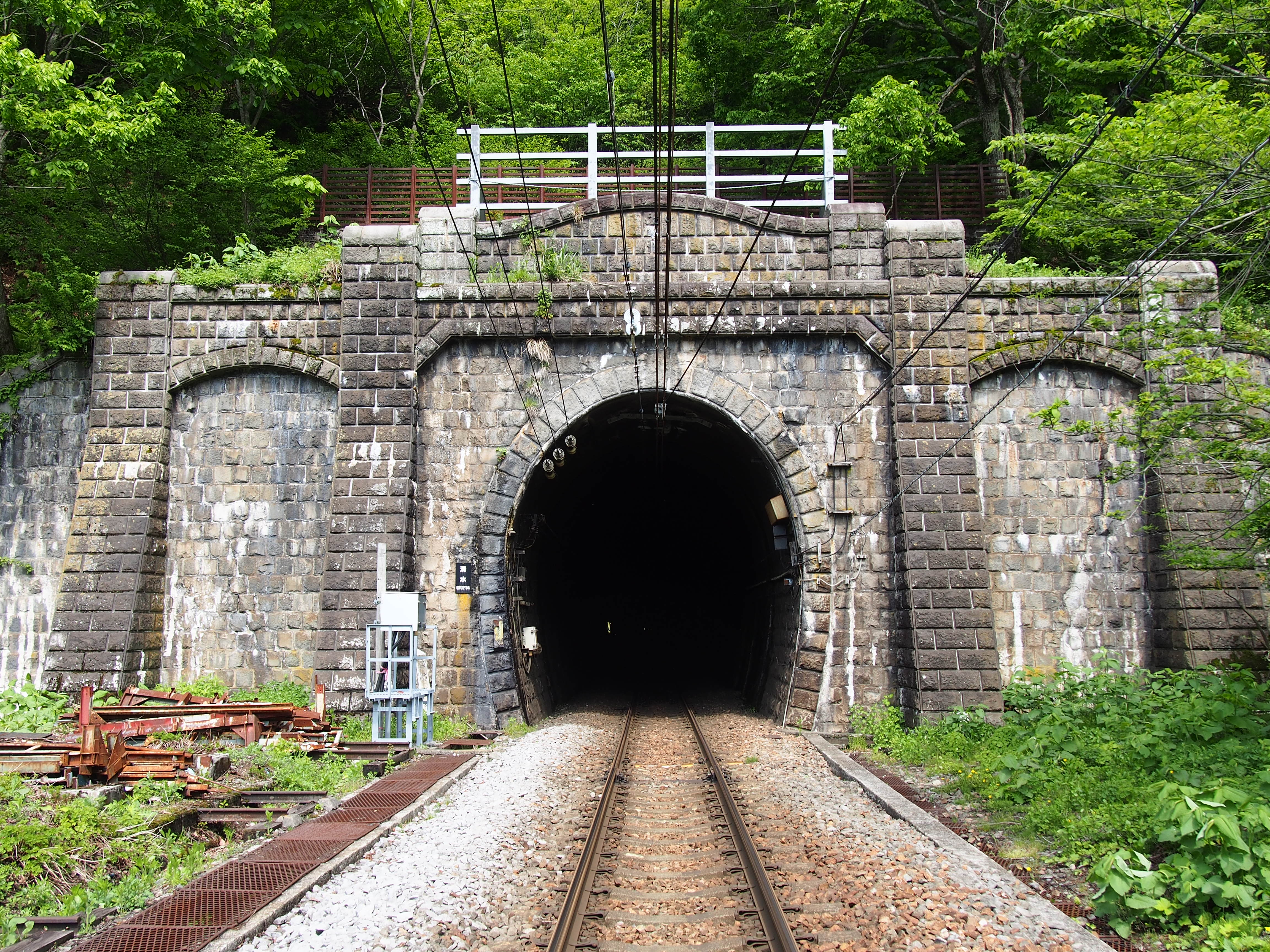
土木遺産に選定された清水トンネル
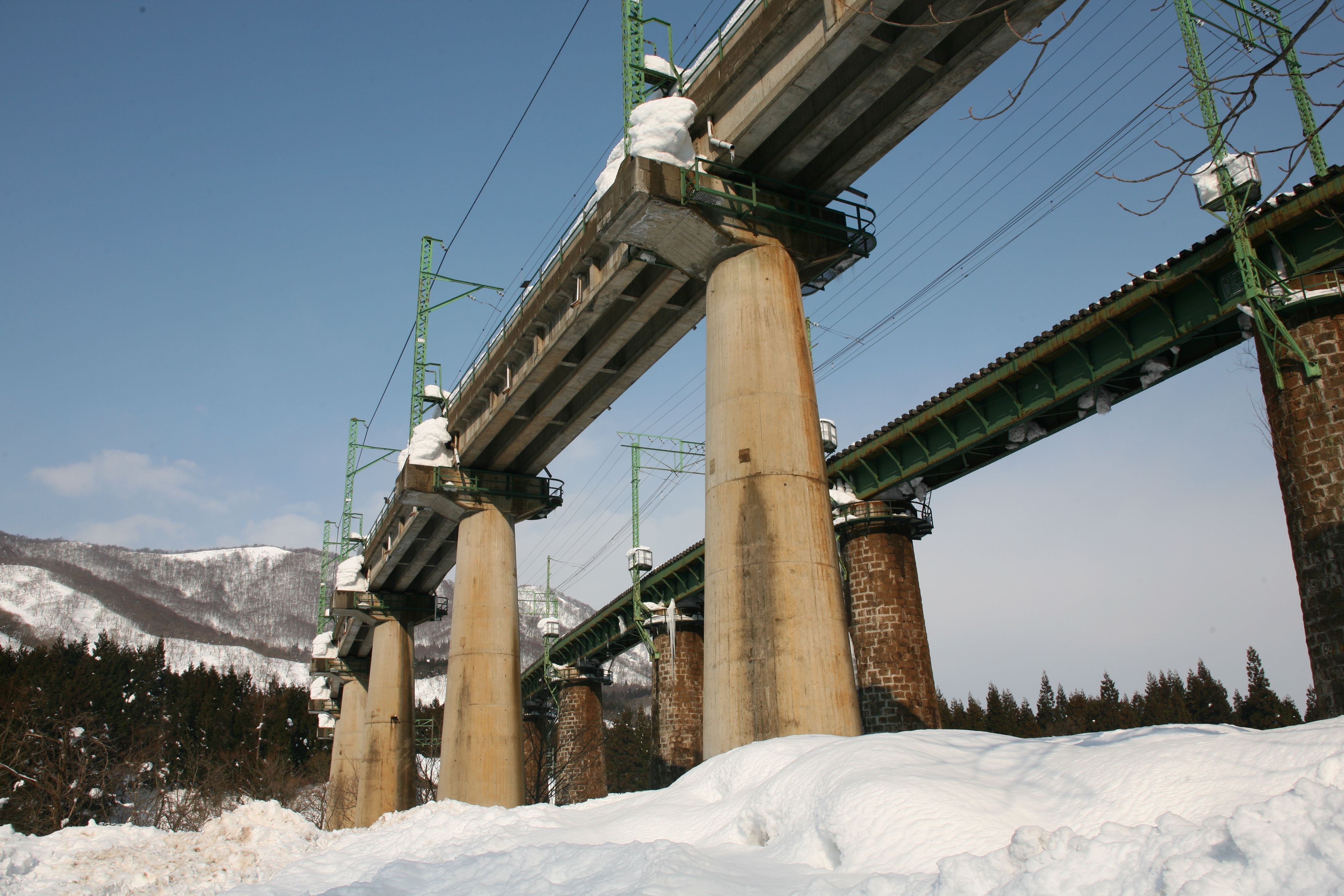
同じく土木遺産に選定された毛渡沢橋梁

水上駅から越後中里駅までは、1日5往復前後しか定期旅客列車が運行されていない閑散区間になる。水上駅を出てすぐ六・七・八度目の利根川を渡ると、利根川と別れ、代わって湯檜曽川が土合駅付近まで並行するようになる。湯檜曽駅の手前では左手にはスキー場が見える。下り線は湯檜曽駅手前で谷川岳を貫く新清水トンネルに突入するため、同駅と次の土合駅は下り線のみ地下駅になっている。土合駅は地下深い場所にホームがある「モグラ駅」として有名である。また同駅は付近に谷川岳へのロープウェイが整備されており、夏は登山客で賑わう。なお、湯檜曽駅、土合駅ともに上り線は地上にある。その上り線の湯檜曽駅と土合駅の間にはループ線が、土合駅の宮内寄りには清水トンネルが存在し、新清水トンネル同様に谷川岳を貫いている。清水・新清水トンネルを出ると、新潟県に入り、以降越後川口駅の手前まで並行する魚野川を渡る。一旦上下線が合流するが、土樽駅を過ぎると再び分かれ、下り線はカーブで勾配を緩和しながら坂を下り、上り線はループ線の坂を登って、越後中里駅までに合流する。
なお、川端康成の小説『雪国』の冒頭の「国境の長いトンネル」とは単線時代の（現在は上り線の）清水トンネルのことであり、冒頭の場面で主人公の島村と同じ汽車に乗り合わせた葉子が駅長を呼ぶ場面は当時の土樽信号場（現在の土樽駅）が舞台である。
その後、新潟県屈指の温泉越後湯沢温泉を擁し、前述の『雪国』の舞台になった湯沢町の玄関駅、越後湯沢駅に到着する。同駅には上越新幹線も乗り入れており、付近には冬は首都圏から気軽に行けるスキー場が多くあり、スキー・スノーボード客で賑わっている。
観光エリアの越後湯沢を後にし、六日町周辺では、右手に見える魚野川によって形成された河岸段丘地帯を進む、両脇を山々が路線に平行に連なっている。一帯は日本でも有数の稲作地帯である。六日町駅で直江津方面への短絡経路である北越急行ほくほく線が分岐していく。
六日町地域を過ぎ、なお魚野川を右手に見て進み、浦佐駅で再び上越新幹線と接続する。浦佐駅を出ると、只見線との乗換駅である小出駅までは再び長閑な田園風景が続く。小出駅を過ぎると、線路は大きく左へとカーブする。両脇の丘陵が一気に迫り、トンネルが増え、車窓にも変化が見られる。
線路は北堀之内駅の先で魚野川右岸へと渡り、左手に緩やかに流れる川を見るようにして越後川口駅へと到着する。付近で谷川岳を源流とし、幾多の流れが集まった魚野川は長野県から流れてきた信濃川に合流する。同様に上越線は、長野からやってきた飯山線と越後川口駅で接続する。
小千谷駅からは、新潟近郊区間に入る。榎峠トンネルを過ぎると、急速に周囲が開け、越後平野に入る。越後滝谷駅を過ぎ、国道17号としばし並走しながら越後平野を一直線に進む線路は、左から合流してくる信越本線とともに、上越線の終点宮内駅へと滑り込む。越後湯沢方面からの普通列車はすべて一駅先の長岡駅まで運行されている。

## データ

### 本線
- 路線距離（営業キロ）：高崎駅 - 宮内駅間 162.6 km
- 管轄（事業種別）：東日本旅客鉄道（第一種鉄道事業者）・日本貨物鉄道（第二種鉄道事業者）
- 駅数：35（起終点駅を含む）
  - 上越線所属駅に限定する場合、高崎線所属の高崎駅と信越本線所属の宮内駅[73]が除外され、33駅となる。
- 軌間：1,067 mm
- 複線区間：全線
- 電化区間：全線（直流1,500 V）
- 閉塞方式：自動閉塞式
- 保安装置[2]
  - ATS-P：高崎駅 - 水上駅間
  - ATS-SN：水上駅 - 宮内駅間[注釈 7][74]
- 最高速度（優等列車）
  - 高崎駅 - 水上駅間：120 km/h
  - 水上駅 - 越後湯沢駅間：110 km/h
  - 越後湯沢駅 - 六日町駅間：120 km/h
  - 六日町駅 - 宮内駅間：110 km/h
    - 普通列車は全区間で最高速度100 km/h
- 運転指令所
  - 高崎総合指令室：高崎駅 - 水上駅間
  - 新潟総合指令室：水上駅 - 宮内駅間
    - 運転取扱駅（駅が信号を制御）：高崎駅
    - 準運転取扱駅（入換時は駅が信号を制御）：新前橋駅・渋川駅・沼田駅・水上駅・越後湯沢駅・石打駅・浦佐駅・越後川口駅・宮内駅
- 大都市近郊区間
  - 高崎駅 - 水上駅間（東京近郊区間）
  - 小千谷駅 - 宮内駅間（新潟近郊区間）
- IC乗車カード対応区間
  - 高崎駅 - 水上駅間（Suica首都圏エリア）
  - 小千谷駅、宮内駅（Suica新潟エリア）
- 乗務員担当運輸区
  - 高崎運輸区（高崎駅 - 水上駅間）
  - 新前橋運輸区（高崎駅 - 水上駅間）
  - 籠原運輸区（高崎駅 - 新前橋駅間）
  - 上野運転区（高崎駅 - 新前橋駅間）
  - 長岡運輸区（水上駅 - 宮内駅間）

### 支線
- 路線距離（営業キロ）：越後湯沢駅 - ガーラ湯沢駅間 1.8 km
- 管轄（事業種別）：東日本旅客鉄道（第一種鉄道事業者）
- 駅数：1（起点駅を除く）
- 軌間：1,435 mm
- 複線区間：全線（単線並列）
- 電化区間：全線（交流25,000 V・50 Hz）
- 運転方式：ATC方式
- 保安装置：DS-ATC
- 最高速度：70 km/h
- 運転指令所：新幹線総合指令所

高崎駅 - 土合駅間が高崎支社、土樽駅 - 宮内駅間とガーラ湯沢駅（駅施設のみ）が新潟支社、ガーラ湯沢支線（駅施設を除く）が新幹線統括本部の管轄である。土合駅 - 土樽駅間（上り線清水トンネルの土合方出口付近、大宮起点146.43 km地点）に、高崎支社と新潟支社の支社境がある。

### 利用状況

#### 平均通過人員
各年度の平均通過人員は以下のとおりである。1997年（平成9年）3月から2015年（平成27年）3月まで運行されていた在来線特急「はくたか」が越後湯沢 - 六日町間を経由していたため、前後の区間に比べて平均通過人員が多かった。
| 年度                   | 平均通過人員（人/日） | 平均通過人員（人/日） | 平均通過人員（人/日） | 平均通過人員（人/日） | 平均通過人員（人/日） | 平均通過人員（人/日） | 平均通過人員（人/日） | 平均通過人員（人/日） | 出典          |
| 年度                   | 全区間                | 高崎 - 水上           | 高崎 - 水上           | 高崎 - 水上           | 水上 - 宮内           | 水上 - 宮内           | 水上 - 宮内           | 越後湯沢 - ガーラ湯沢 | 出典          |
| 年度                   | 全区間                | 高崎 - 新前橋         | 新前橋 - 渋川         | 渋川 - 水上           | 水上 - 越後湯沢       | 越後湯沢 - 六日町     | 六日町 - 宮内         | 越後湯沢 - ガーラ湯沢 | 出典          |
| ---------------------- | --------------------- | --------------------- | --------------------- | --------------------- | --------------------- | --------------------- | --------------------- | --------------------- | ------------- |
| 1987年度（昭和62年度） | 6,623                 | 12,175                | 12,175                | 12,175                | 4,649                 | 4,649                 | 4,649                 | 未開業                | [ 75 ] [ 76 ] |
| 1987年度（昭和62年度） | 6,623                 | 33,593                | 16,603                | 6,453                 | 3,267                 | 4,009                 | 5,826                 | 未開業                | [ 75 ] [ 76 ] |
| 1992年度（平成04年度） | 8,182                 | 14,689                | 14,689                | 14,689                | 4,597                 | 4,597                 | 4,597                 | 681                   | [ 75 ] [ 76 ] |
| 1992年度（平成04年度） | 8,182                 | 43,601                | 19,564                | 7,364                 | 2,294                 | 5,564                 | 5,853                 | 681                   | [ 75 ] [ 76 ] |
| 1997年度（平成09年度） | 8,442                 | 13,516                | 13,516                | 13,516                | 5,675                 | 5,675                 | 5,675                 | 909                   | [ 75 ] [ 76 ] |
| 1997年度（平成09年度） | 8,442                 | 41,450                | 18,044                | 6,506                 | 2,209                 | 11,399                | 6,085                 | 909                   | [ 75 ] [ 76 ] |
| 2002年度（平成14年度） | 6,914                 | 11,748                | 11,748                | 11,748                | 4,261                 | 4,261                 | 4,261                 | 770                   | [ 75 ] [ 76 ] |
| 2002年度（平成14年度） | 6,914                 | 38,210                | 15,919                | 5,150                 | 1,471                 | 10,629                | 3,983                 | 770                   | [ 75 ] [ 76 ] |
| 2003年度（平成15年度） | 7,131                 | 11,626                | 11,626                | 11,626                | 4,674                 | 4,674                 | 4,674                 | 793                   | [ 77 ]        |
| 2004年度（平成16年度） | 6,966                 | 11,254                | 11,254                | 11,254                | 4,626                 | 4,626                 | 4,626                 | 754                   | [ 77 ]        |
| 2005年度（平成17年度） | 6,732                 | 11,248                | 11,248                | 11,248                | 4,257                 | 4,257                 | 4,257                 | 784                   | [ 77 ]        |
| 2006年度（平成18年度） | 6,966                 | 11,416                | 11,416                | 11,416                | 4,535                 | 4,535                 | 4,535                 | 646                   | [ 77 ]        |
| 2007年度（平成19年度） | 6,785                 | 11,188                | 11,188                | 11,188                | 4,374                 | 4,374                 | 4,374                 | 816                   | [ 78 ] [ 79 ] |
| 2007年度（平成19年度） | 6,785                 | 37,983                | 14,983                | 4,663                 | 1,283                 | 11,597                | 4,007                 | 816                   | [ 78 ] [ 79 ] |
| 2008年度（平成20年度） | 6,970                 | 11,560                | 11,560                | 11,560                | 4,458                 | 4,458                 | 4,458                 | 743                   | [ 78 ] [ 79 ] |
| 2008年度（平成20年度） | 6,970                 | 39,007                | 15,396                | 4,894                 | 1,415                 | 11,478                | 4,128                 | 743                   | [ 78 ] [ 79 ] |
| 2009年度（平成21年度） | 6,698                 | 11,224                | 11,224                | 11,224                | 4,218                 | 4,218                 | 4,218                 | 691                   | [ 78 ] [ 79 ] |
| 2009年度（平成21年度） | 6,698                 | 37,750                | 14,979                | 4,764                 | 1,389                 | 10,860                | 3,871                 | 691                   | [ 78 ] [ 79 ] |
| 2010年度（平成22年度） | 6,544                 | 10,941                | 10,941                | 10,941                | 4,134                 | 4,134                 | 4,134                 | 754                   | [ 78 ] [ 79 ] |
| 2010年度（平成22年度） | 6,544                 | 36,915                | 14,614                | 4,618                 | 1,295                 | 10,376                | 3,932                 | 754                   | [ 78 ] [ 79 ] |
| 2011年度（平成23年度） | 6,114                 | 10,312                | 10,312                | 10,312                | 3,809                 | 3,809                 | 3,809                 | 825                   | [ 78 ] [ 79 ] |
| 2011年度（平成23年度） | 6,114                 | 36,192                | 13,748                | 4,092                 | 960                   | 9,957                 | 3,647                 | 825                   | [ 78 ] [ 79 ] |
| 2012年度（平成24年度） | 6,464                 | 37,722                | 14,297                | 4,301                 | 1,073                 | 10,980                | 3,816                 | 982                   | [ 80 ]        |
| 2013年度（平成25年度） | 6,079                 | 38,805                | 14,580                | 4,404                 | 1,150                 | 11,344                | 4,117                 | 1,061                 | [ 80 ]        |
| 2014年度（平成26年度） | 6,225                 | 37,941                | 14,097                | 3,892                 | 801                   | 10,494                | 3,724                 | 1,091                 | [ 80 ]        |
| 2015年度（平成27年度） | 5,512                 | 38,749                | 14,326                | 3,850                 | 778                   | 3,105                 | 3,855                 | 855                   | [ 80 ]        |
| 2016年度（平成28年度） | 5,412                 | 38,717                | 14,300                | 3,754                 | 739                   | 2,926                 | 3,705                 | 846                   | [ 80 ]        |
| 2017年度（平成29年度） | 5,365                 | 39,443                | 14,252                | 3,685                 | 727                   | 2,840                 | 3,552                 | 810                   | [ 81 ]        |
| 2018年度（平成30年度） | 5,389                 | 40,481                | 14,192                | 3,625                 | 738                   | 2,836                 | 3,536                 | 753                   | [ 81 ]        |
| 2019年度（令和元年度） | 5,498                 | 40,541                | 14,107                | 3,746                 | 1,010                 | 2,879                 | 3,615                 | 618                   | [ 81 ]        |
| 2020年度（令和02年度） | 3,905                 | 26,841                | 9,767                 | 2,709                 | 687                   | 1,610                 | 3,052                 | 414                   | [ 81 ]        |
| 2021年度（令和03年度） | 4,137                 | 30,227                | 10,575                | 2,901                 | 672                   | 1,719                 | 2,915                 | 728                   | [ 81 ]        |
| 2022年度（令和04年度） | 4,754                 | 34,825                | 11,778                | 3,359                 | 976                   | 2,249                 | 3,189                 | 751                   | [ 82 ]        |
| 2023年度（令和05年度） | 5,093                 | 37,510                | 12,481                | 3,589                 | 1,198                 | 2,515                 | 3,289                 | 775                   | [ 83 ]        |

#### 収支・営業系数
水上駅 - 越後湯沢駅間における各年度の収支（運輸収入、営業費用）、営業係数、収支率は以下のとおりである。▲はマイナスを意味する。なお、水上駅 - 越後湯沢駅間以外の区間のデータは開示されていない。
| 年度                   | 収支（百万円） | 収支（百万円） | 収支（百万円） | 営業 係数 （円） | 収支率 | 出典   |
| 年度                   | 運輸 収入      | 営業 費用      | 計             | 営業 係数 （円） | 収支率 | 出典   |
| ---------------------- | -------------- | -------------- | -------------- | ---------------- | ------ | ------ |
| 2019年度（令和元年度） | 125            | 1,698          | ▲1,572         | 1,352            | 7.4%   | [ 84 ] |
| 2020年度（令和02年度） | 73             | 1,885          | ▲1,812         | 2,579            | 3.9%   | [ 84 ] |
| 2021年度（令和03年度） | 73             | 1,665          | ▲1,592         | 2,278            | 4.4%   | [ 85 ] |
| 2022年度（令和04年度） | 118            | 2,038          | ▲1,920         | 1,718            | 5.8%   | [ 86 ] |

## 駅一覧
便宜上、宮内駅側で全旅客列車が直通する信越本線長岡駅までの区間を記載する。
- （貨）：貨物専用駅、◇印：貨物取扱駅（貨物専用駅を除く。定期貨物列車の発着なし）
- ほくほく線直通以外の普通列車（臨時快速を含まない）は基本的に全駅に停車するが、一部列車は上越国際スキー場前駅を通過する。
  - 越後湯沢駅 - 六日町駅間のほくほく線直通の普通列車は▼・▽印の駅を通過する（▽の塩沢駅は停車列車あり）。
- 臨時列車の停車駅については各列車記事を参照。

| 路線名         | 駅名                             | 営業キロ | 営業キロ                                           | 接続路線 | 所在地 | 所在地            |
| 路線名         | 駅名                             | 駅間     | 累計                                               | 接続路線 | 所在地 | 所在地            |
| -------------- | -------------------------------- | -------- | -------------------------------------------------- | --- | ------ | ----------------- |
| 上越線         | 高崎駅◇                          | -        | 0.0                                                | 東日本旅客鉄道 ： 上越新幹線・北陸新幹線・■高崎線（上野東京ライン・湘南新宿ライン含む）・■八高線・■信越本線 上信電鉄：■上信線 | 群馬県 | 高崎市            |
| 上越線         | 高崎問屋町駅                     | 2.8      | 2.8                                                | | 群馬県 | 高崎市            |
| 上越線         | 井野駅                           | 1.2      | 4.0                                                | | 群馬県 | 高崎市            |
| 上越線         | 新前橋駅                         | 3.3      | 7.3                                                | 東日本旅客鉄道：■両毛線 | 群馬県 | 前橋市            |
| 上越線         | 群馬総社駅                       | 4.8      | 12.1                                               | | 群馬県 | 前橋市            |
| 上越線         | 八木原駅◇                        | 5.6      | 17.7                                               | | 群馬県 | 渋川市            |
| 上越線         | 渋川駅◇ （伊香保温泉・榛名湖口） | 3.4      | 21.1                                               | 東日本旅客鉄道：■吾妻線 | 群馬県 | 渋川市            |
| 上越線         | 敷島駅                           | 6.4      | 27.5                                               | | 群馬県 | 渋川市            |
| 上越線         | 津久田駅                         | 3.0      | 30.5                                               | | 群馬県 | 渋川市            |
| 上越線         | 岩本駅                           | 5.8      | 36.3                                               | | 群馬県 | 沼田市            |
| 上越線         | 沼田駅                           | 5.1      | 41.4                                               | | 群馬県 | 沼田市            |
| 上越線         | 後閑駅                           | 5.2      | 46.6                                               | | 群馬県 | 利根郡 みなかみ町 |
| 上越線         | 上牧駅                           | 7.1      | 53.7                                               | | 群馬県 | 利根郡 みなかみ町 |
| 上越線         | 水上駅                           | 5.4      | 59.1                                               | | 群馬県 | 利根郡 みなかみ町 |
| 上越線         | 湯檜曽駅                         | 3.6      | 62.7                                               | | 群馬県 | 利根郡 みなかみ町 |
| 上越線         | 土合駅                           | 6.6      | 69.3                                               | | 群馬県 | 利根郡 みなかみ町 |
| 上越線         | 土樽駅                           | 10.8     | 80.1                                               | | 新潟県 | 南魚沼郡 湯沢町   |
| 上越線         | 越後中里駅                       | 7.3      | 87.4                                               | | 新潟県 | 南魚沼郡 湯沢町   |
| 上越線         | 岩原スキー場前駅                 | 3.7      | 91.1                                               | | 新潟県 | 南魚沼郡 湯沢町   |
| 上越線         | 越後湯沢駅                       | 3.1      | 94.2                                               | 東日本旅客鉄道： 上越新幹線・上越線（ガーラ湯沢支線）                                                                         | 新潟県 | 南魚沼郡 湯沢町   |
| 上越線         | 石打駅▼                          | 6.4      | 100.6                                              | | 新潟県 | 南魚沼市          |
| 上越線         | 大沢駅▼                          | 4.0      | 104.6                                              | | 新潟県 | 南魚沼市          |
| 上越線         | 上越国際スキー場前駅▼            | 1.0      | 105.6                                              | | 新潟県 | 南魚沼市          |
| 上越線         | 塩沢駅▽                          | 2.3      | 107.9                                              | | 新潟県 | 南魚沼市          |
| 上越線         | 六日町駅                         | 3.9      | 111.8                                              | 北越急行：■ほくほく線 | 新潟県 | 南魚沼市          |
| 上越線         | 五日町駅◇                        | 6.6      | 118.4                                              | | 新潟県 | 南魚沼市          |
| 上越線         | 浦佐駅                           | 5.5      | 123.9                                              | 東日本旅客鉄道： 上越新幹線                                                                                                   | 新潟県 | 南魚沼市          |
| 上越線         | 八色駅                           | 3.1      | 127.0                                              | | 新潟県 | 南魚沼市          |
| 上越線         | 小出駅                           | 5.2      | 132.2                                              | 東日本旅客鉄道：■只見線 | 新潟県 | 魚沼市            |
| 上越線         | 越後堀之内駅                     | 2.5      | 134.7                                              | | 新潟県 | 魚沼市            |
| 上越線         | 北堀之内駅                       | 3.4      | 138.1                                              | | 新潟県 | 魚沼市            |
| 上越線         | 越後川口駅                       | 4.7      | 142.8                                              | 東日本旅客鉄道：■飯山線 | 新潟県 | 長岡市            |
| 上越線         | 小千谷駅                         | 6.6      | 149.4                                              | | 新潟県 | 小千谷市          |
| 上越線         | 越後滝谷駅                       | 7.2      | 156.6                                              | | 新潟県 | 長岡市            |
| 上越線         | 宮内駅                           | 6.0      | 162.6                                              | 東日本旅客鉄道：■信越本線（柏崎方面）                                                                                         | 新潟県 | 長岡市            |
| 信越本線       | 宮内駅                           | 6.0      | 162.6                                              | 東日本旅客鉄道：■信越本線（柏崎方面）                                                                                         | 新潟県 | 長岡市            |
| （貨）南長岡駅 | 1.4                              | 164.0    |                                                    | | 新潟県 | 長岡市            |
| 長岡駅         | 1.6                              | 165.6    | 東日本旅客鉄道： 上越新幹線・■信越本線（新潟方面） | | 新潟県 | 長岡市            |

1. ↑  高崎線・上野東京ライン・湘南新宿ラインの列車は一部新前橋駅・両毛線前橋駅まで乗り入れる
2. ↑  八高線は全列車が高崎駅発着だが、路線の正式な終点は高崎線倉賀野駅（線路は北藤岡駅の倉賀野側で分岐）
3. 1 2  両毛線・吾妻線の列車はともに高崎駅まで乗り入れる
4. ↑  北越急行ほくほく線の一部列車は越後湯沢駅まで乗り入れる
5. ↑  1日2往復だけ十日町方面直通運転する

- 2022年度の時点で、JR東日本自社による乗車人員集計[87]の対象駅は、高崎駅 - 渋川駅間の各駅と、沼田駅・水上駅・越後湯沢駅・六日町駅・浦佐駅・小出駅・越後川口駅・小千谷駅・宮内駅・長岡駅（と、後述の支線にあるガーラ湯沢駅）である。それ以外の駅は完全な無人駅のため集計対象から外されている。
- 群馬総社 - 八木原間で北群馬郡吉岡町を通るが、駅はない。

### 支線
- 全線新潟県南魚沼郡湯沢町に所在。全列車特急列車（新幹線車両を使用）。

| 駅名               | 営業キロ | 接続路線・備考                                               |
| ------------------ | -------- | ------------------------------------------------------------ |
| 越後湯沢駅         | 0.0      | 東日本旅客鉄道：上越新幹線（東京方面へ直通）・上越線（本線） |
| （臨）ガーラ湯沢駅 | 1.8      | 季節営業の臨時駅                                             |

### 廃駅
- 浜尻駅 ： 1940年11月1日廃止、現在の井野駅 - 高崎問屋町駅間
- 日高信号所 ： 1921年7月1日廃止、現在の新前橋駅 - 井野駅間
- 日高駅 ： 1940年11月1日廃止、現在の新前橋駅 - 井野駅間

### 過去の接続路線
- 高崎駅（高崎駅前）：東武伊香保軌道線〔東武高崎線・路面電車〕
- 渋川駅（渋川駅前）：
  - 東武伊香保軌道線〔東武伊香保線・路面電車〕
  - 吾妻軌道〔渋川 - 中之条間馬車鉄道・路面電車〕
  - 利根軌道〔渋川 - 沼田間馬車鉄道・電気鉄道〕上越線開業時には接続なし